# 85 Pułk Strzelców Wileńskich

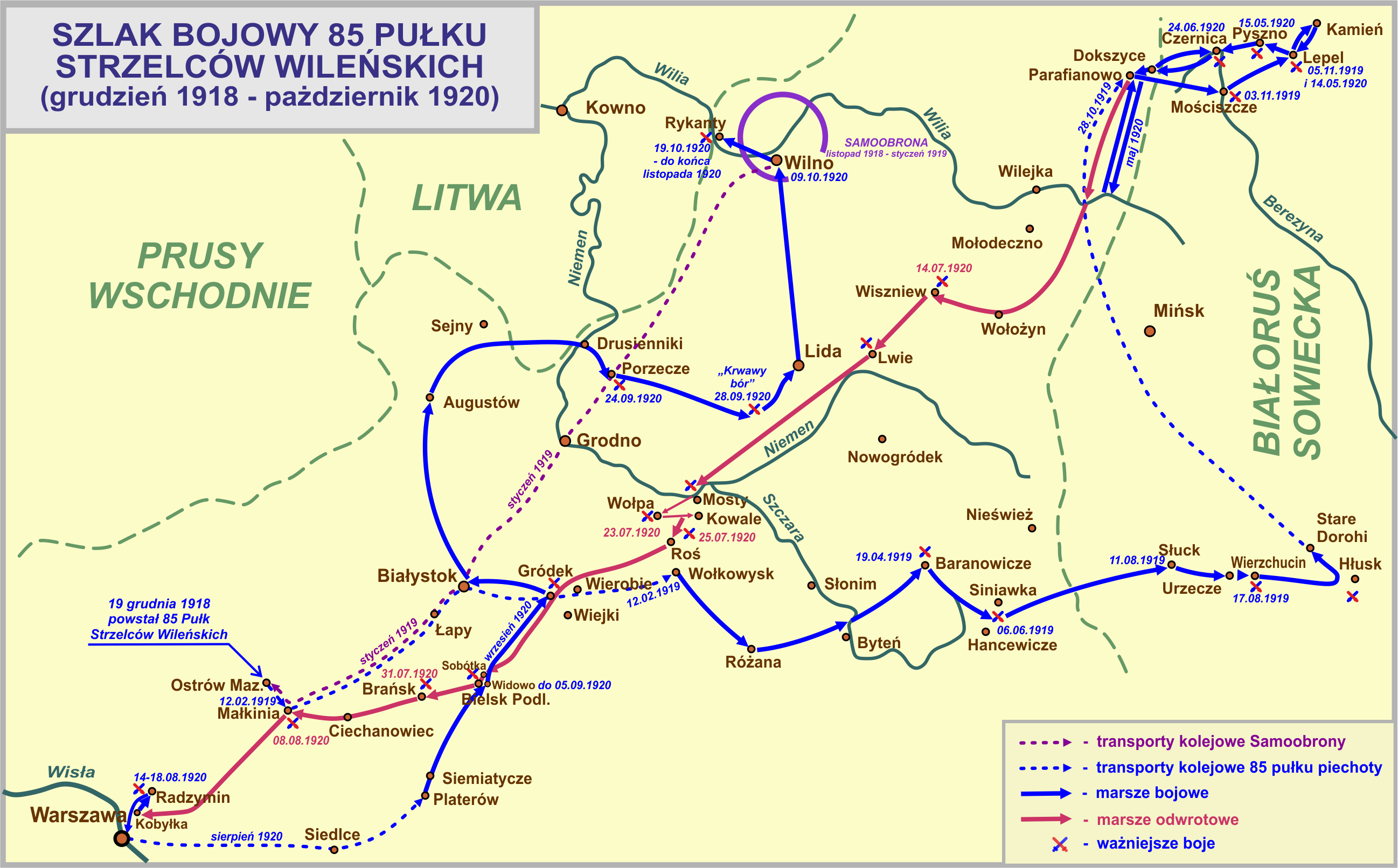

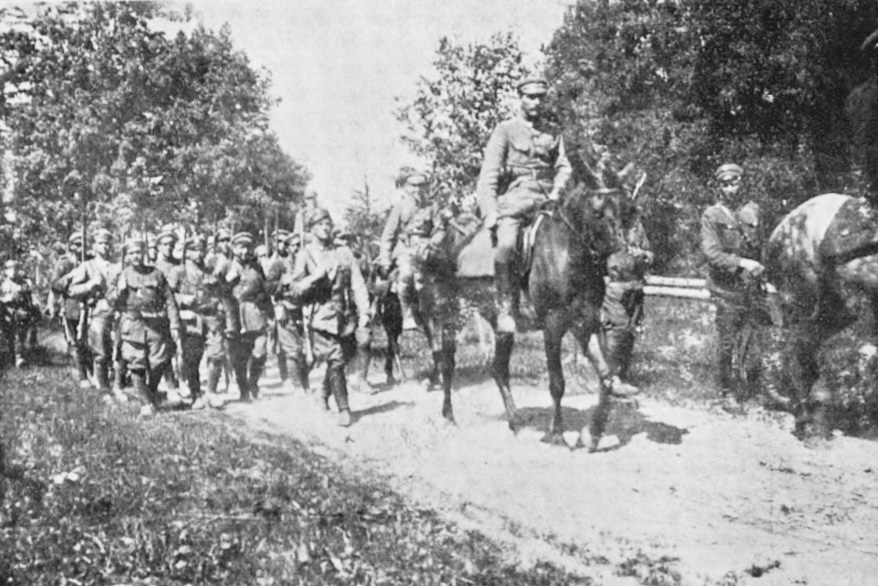
1 kompania Wileńskiego pułku strzelców w marszu na Słuck

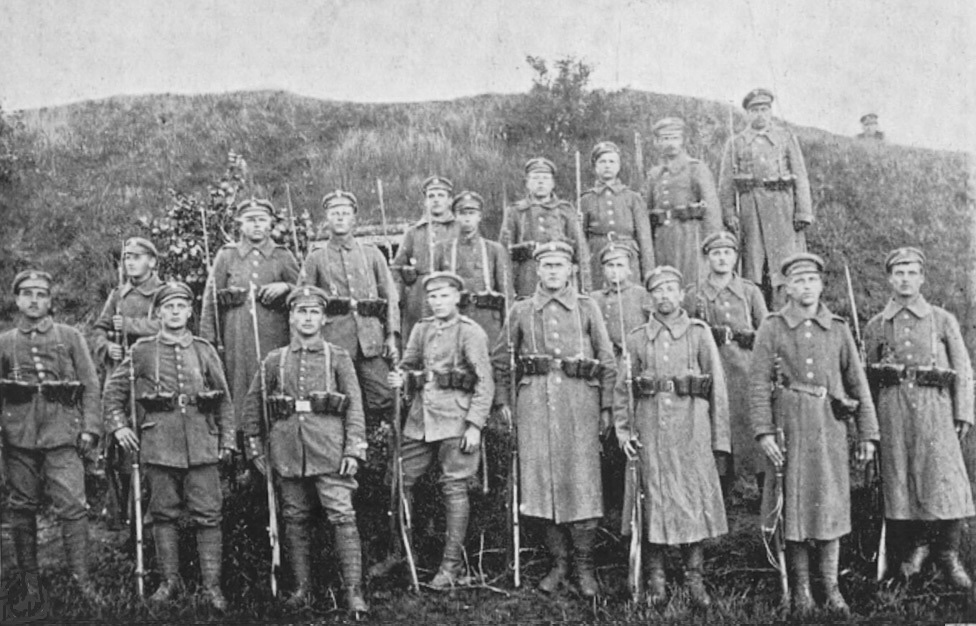
Pluton 2-ej kompanii Wileńskiego pułku strzelców; sierpień 1919

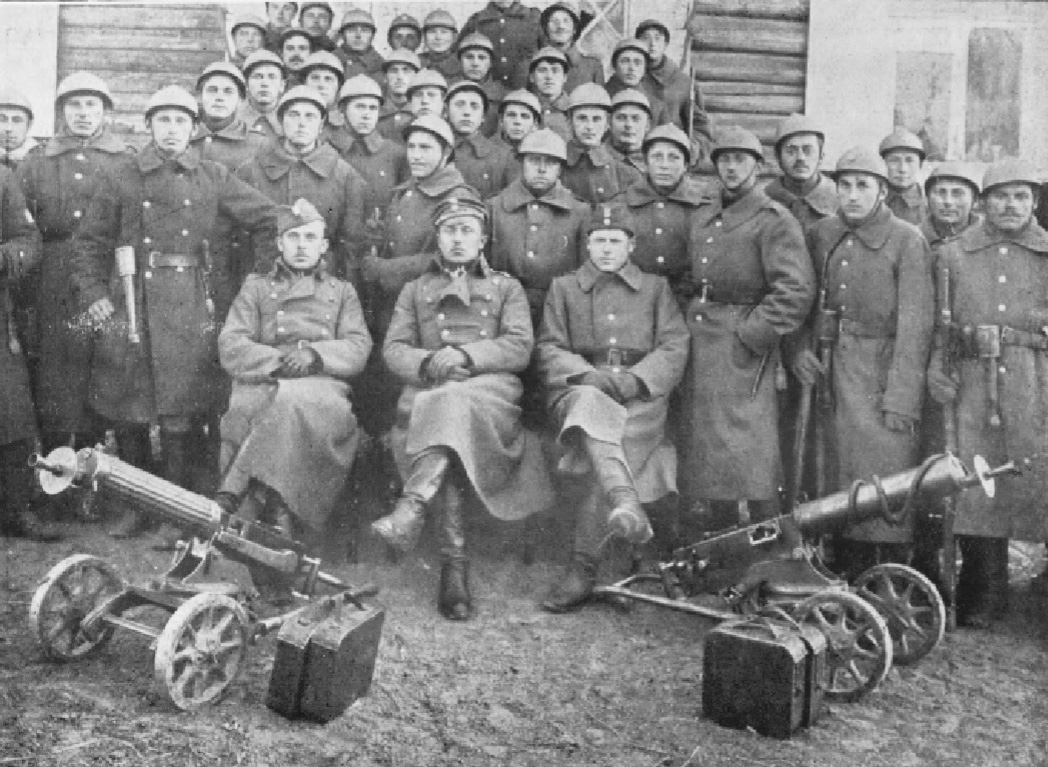
2-ga kompania km w Leplu; 1919. W środku siedzą kpt. Józef Dąbrowski i por. Piotr Alencynowicz

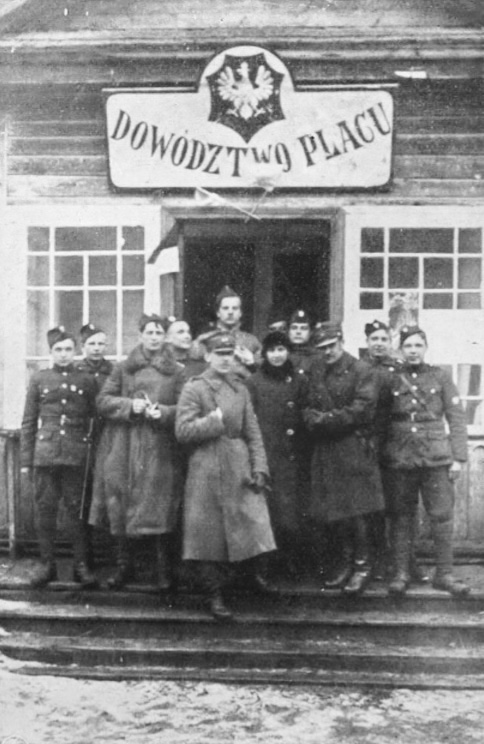
Dowództwo placu w Leplu

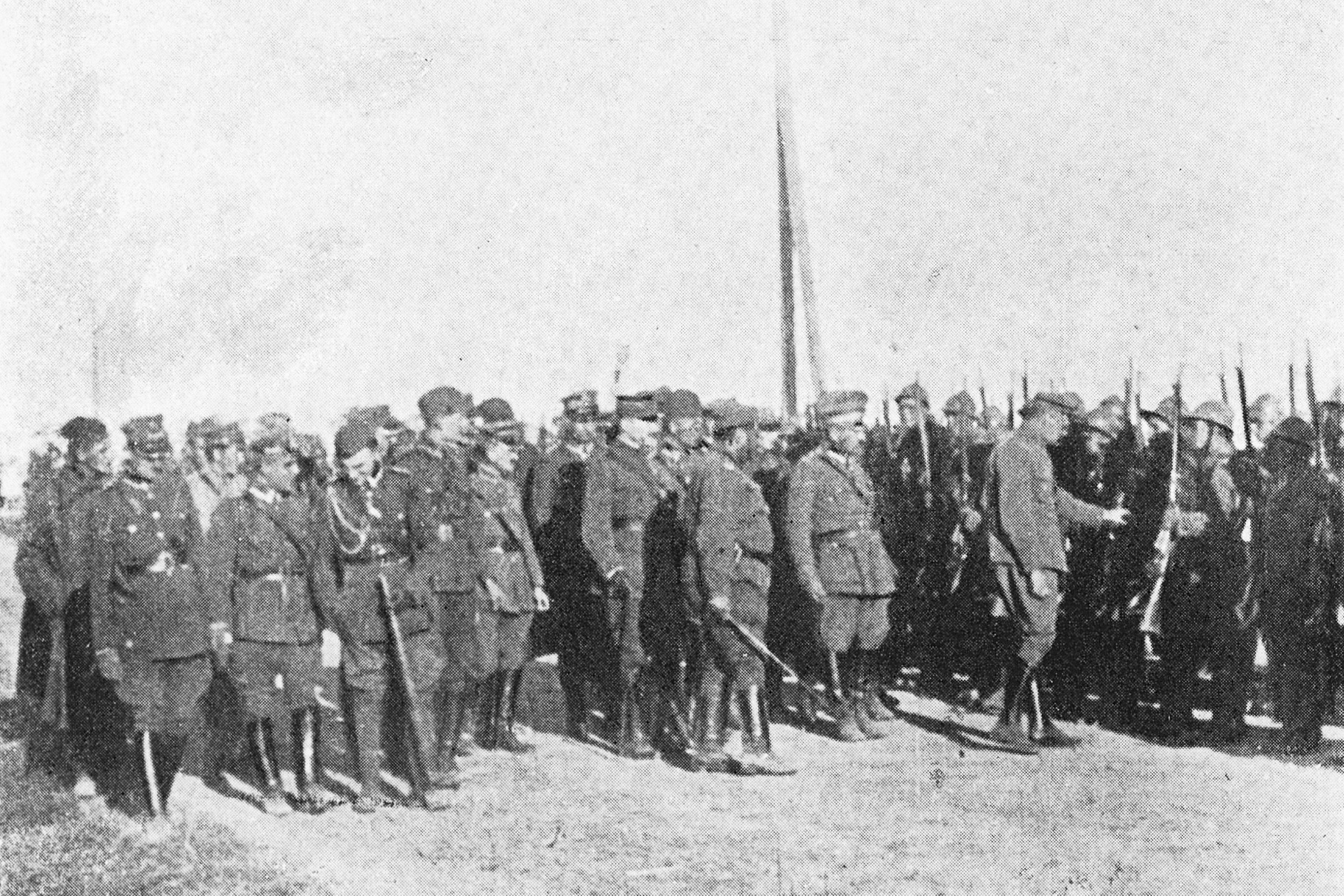
Marszałek Józef Piłsudski dokonuje przeglądu Wileńskiego pułku strzelców na polach pod Lidą 29 września 1920

85 Pułk Strzelców Wileńskich (85 pp) – oddział piechoty Wojska Polskiego w II Rzeczypospolitej.
Pułk sformowany został w grudniu 1918 jako Wileński pułk strzelców. W czasie wojny z bolszewikami 1919–1920 wchodził w skład 1 Dywizji Litewsko-Białoruskiej. W lutym 1919 brał udział w zdobywaniu Słonimia i Baranowicz. Podczas Bitwy Warszawskiej wyróżnił się podczas szturmów na Radzymin, zdobywając miasto. W bitwie nad Niemnem w składzie Grupy Manewrowej brał udział w przejściu przez Litwę na tyły wojsk sowieckich w kierunku na Lidę , gdzie wraz z mińskim pułkiem strzelców próbował zatrzymać natarcie 20 pułków ze składu 3 Armii Sowieckiej.
W dniach  8–15 października 1920 uczestniczył w „buncie” gen. Lucjana Żeligowskiego.
W okresie międzywojennym pułk stacjonował w Nowej Wilejce, wchodząc w skład 19 Dywizji Piechoty. Święto pułku obchodzono 15 sierpnia w rocznicę dwudniowych walk pułku pod Radzyminem będących częścią Bitwy Warszawskiej.

## Pułk w walce o granice

### Samoobrona Wileńska
W drugiej połowie 1918 grupa oficerów pod kierownictwem kpt. Stanisława Bobiatyńskiego założyła na Wileńszczyźnie konspiracyjną organizację wojskową. Po odzyskaniu przez Polskę niepodległości została ona włączona do Samoobrony Litwy i Białorusi. W Wilnie sformowano trzybatalionowy pułk, który wraz z podobną jednostką z Lidy utworzył Brygadę Samoobrony. Jej zadaniem było opanowanie Wilna. 1 stycznia przystąpiono do działań. Jednak już 4 stycznia słabo uzbrojeni Polacy pod naporem bolszewickiego 146 pułku strzelców musieli wycofać się z miasta.  Większość z nich została rozbrojona przez Niemców i przewieziona do Łap. Tu powstawała już Dywizja Litewsko-Białoruska. Każdy z planowanych jej sześciu pułków piechoty miał nosić nazwę jednej z ziem tegoż obszaru. 17 grudnia 1918 rozpoczęto formowanie Wileńskiego pułku strzelców, a 19 grudnia wydany został pierwszy rozkaz dzienny pułku. Na początku stycznia 1919 utworzono I batalion mjr. Bobiatyńskiego i część II batalionu.

### Pułk w walce o kresy północno-wschodnie
W lutym 1919 zorganizowany już I batalion został przewieziony na front nad Zaliwiankę. Wspólnie z innymi oddziałami DL-B miał za zadanie powstrzymanie bolszewickich oddziałów i niedopuszczenie do zajęcia przez nie ziem opuszczanych przez niemieckie wojska Ober-Ostu.
Batalion wileński obsadził odcinek linii rzeki Zelwianki, od wsi Koszele do Różany, nawiązując łączność w lewo z I batalionem mińskiego pułku, a w prawo z oddziałami rotmistrza Władysława Dąbrowskiego. Ugrupowanie batalionu przedstawiało się następująco: sztab batalionu, 2 kompania i kompania karabinów maszynowych ześrodkowała się w Różanie, 1 kompania plutonami w Koszelach i Pawłowiczach, 3 kompania w Zapolu i Ostrowie, a 4 kompania wysunięta została do Kossowa.
Do walki doszło pod koniec lutego. Batalion walczył z III Brygadą bolszewickiej Zachodniej Dywizji Strzelców. Polakom udało się odrzucić nieprzyjaciela za Szczarę i opanować Słonim. Tu przeszli do obrony i trwali w niej przez cały marzec.
16 kwietnia o świcie batalion, działając w składzie grupy płk. Aleksandra Boruszczaka, rozpoczął natarcie, a dwa dni później zajął Skwarczyce i Małachowice.
Następnego dnia nieprzyjaciel rozpoczął odwrót. Słaby opór obrońców spowodował, że batalion mjr. Bobiatyńskiego dość łatwo zajął Baranowicze, a za działalność na polu boju uzyskał przydomek „żelaznego”.
Po opanowaniu Baranowicz batalion przeszedł na „linię starych okopów niemieckich” i 24 kwietnia zorganizował obronę w rejonie Wielkich Horodyszcz. Tam  do końca czerwca toczył  boje z czerwonoarmistami. Od 27 maja pozycje obronne I batalionu wsparł w pełni sformowany II batalion wileńskiego pułku kpt. Stanisława Wojtkiewicza, a dowodzenie pułkiem przejął płk Edward Adamski.
Na początku lipca oddziały Frontu Litewsko-Białoruskiego rozpoczęły ofensywę. Tworzące III Brygadę Litewsko-Białoruską pułki strzelców: wileński i miński nacierały w kierunku na Słuck. Na początku sierpnia przełamały obronę bolszewickich 65. i 71 pułków strzelców i sforsowały Łań. 10 sierpnia III Brygada L-B zajęła Słuck i zabezpieczała południowe skrzydło zgrupowania uderzeniowego dążącego do osiągnięcia dogodnej rubieży do obrony linii Berezyny.
Po zakończeniu działań zaczepnych Wileński pułk strzelców przeszedł do odwodu i do 22 października kwaterował w Nowych Dorohach. Tu nastąpiła reorganizacja Dywizji litewsko-Białoruskiej. Pułk wraz z Mińskim pułkiem strzelców utworzył I Brygadę Litewsko-Białoruską płk. Bolesława Freja.
Pod koniec października pułk ponownie wszedł do walki. 31 października jego II batalion zdobył przyczółek mostowy w Mościszczach. Tu strzelcy wileńscy odparli kontratak batalionu bolszewickiego 462 pułku strzelców i nadal prowadzili natarcie. 2 listopada sforsowano Berezynę. Potęgując uderzenie, wspólnie z mińskim i grodzieńskim pułkiem strzelców, 13 pułkiem piechoty i 13 pułkiem ułanów  wsparci bateriami 3 pułku artylerii polowej, ruszyli w kierunku Lepla.
5 listopada Polacy zdobyli miasto.
Przez całą zimę, do kwietnia 1920 Wileński pułk strzelców obsadzał rotacyjnie pozycje obronne pod miastem. W tym czasie na froncie panował względny spokój. Pułk uzupełniał braki materiałowe i szkolił się. 28 kwietnia do pułku dołączył świeżo sformowany III batalion.
W grudniu 1919 batalion zapasowy pułku stacjonował w Wilnie.

### Pułk w działaniach odwrotowych
Na litewsko-białoruskim teatrze działań wojennych front przebiegał wzdłuż Dźwiny i Berezyny. Na Polesiu wyszedł nad Dniepr, a w maju sięgał po Rzeczycę.
W myśl rozkazu Naczelnego Dowództwa z 1 kwietnia, nastąpiła reorganizacja struktur Wojska Polskiego. Zlikwidowano Front Litewsko-Białoruski, a na jego bazie utworzono trzy armie bezpośrednio podległe Naczelnemu Wodzowi. 1 Armia gen. Stefana Majewskiego była rozwinięta od Dźwiny po Borysów, 4 Armia gen. Stanisława Szeptyckiego – wzdłuż Berezyny po Polesie, a 7 Armia gen. Gustawa Zygadłowicza osłaniała od strony Litwy.
Po stronie przeciwnej operowały wojska Frontu Zachodniego Michaiła Tuchaczewskiego.
14 maja 1920 ruszyła bolszewicka ofensywa. 15 Armia gen. Augusta Korka rozpoczęła działania ofensywne na odcinku polskiej 1 Armii i walczącej w jej składzie 1 Dywizji Litewsko-Białoruskiej. Po zaciętych walkach Wileński pułk strzelców  wycofał się z Lepla. Następnego dnia stoczył ciężki bój pod Pysznem, by zagrożony okrążeniem odejść na II linię obrony.
Między 16 maja a 3 czerwca pułk prowadził działania opóźniające. Wziął też udział w zwrocie zaczepnym 1 Armii i Armii Rezerwowej.
Następnie przeszedł do odwodu armii i ześrodkował się w okolicach Tumiłowicz.
23 czerwca bronił pozycji wzdłuż Czernicy i przez dwa dni odpierała ataki nieprzyjaciela.
4 lipca rozpoczęła się  ofensywa wojsk Michaiła Tuchaczewskiego nad Autą i Berezyną. Pułk strzelców wileńskich stoczył zacięty bój między jeziorami Miadzidoł i Mieżusol.
W następnych dniach cofał się ku Niemnowi, gdzie podjęto próbę powstrzymania nieprzyjaciela. Na skutek przełamania linii obrony na odcinku wielkopolskich 15. i 17 Dywizji Piechoty pułk cofał się nadal. 24 lipca, wraz z całą dywizją, został odcięty i zmuszony do przebijania się. Do 12 sierpnia toczył walki nad Orlanką, Nurcem i Bugiem ponosząc dotkliwe straty.
Potem skierowany został do obrony na przedpolach Warszawy.

### Walki pułku na przedpolach stolicy
W pierwszej połowie sierpnia Wojsko Polskie przygotowywała się do decydującego starcia z Armią Czerwoną. 1 Armia gen. Franciszka Latinika przyjęła na siebie obronę przedmościa Warszawy. 1 Dywizja Litewsko-Białoruska 12 sierpnia stanęła w odwodzie w okolicy Turowa i Nadarzyna. Jednak w związku z przełamaniem pod Radzyminem obrony 46 pułku piechoty, już nocą z 13 na 14 sierpnia została skierowana na zagrożony odcinek. 14 sierpnia walki toczyły się ze zmiennym szczęściem.
Następnego dnia o świcie wileński pułk wzmocniony „marszówkami” 19. i 35 pułku piechoty uderzył na Radzymin. W wyniku zaciętych walk na bagnety wdarł się do miasta.
Jednak bolszewickie kontrataki okazały się na tyle skuteczne, ze musiał on opuścić zdobyte pozycje.
Wilniacy powtórzyli uderzenie wieczorem i wspólnie z innymi oddziałami wykonali zadanie. Radzymin został zdobyty.
Do 19 sierpnia wileński pułk odpierał ataki bolszewików, a następnie został skierowany do działań osłonowych w Puszczy Białowieskiej.
Tu  8 września stoczył zwycięski bój o wieś Wiejki.

### Działania pułku w okresie bitwy niemeńskiej
Zwycięstwa nad Wisłą, Wkrą i Wieprzem, i prowadzone działania pościgowe doprowadziły 2. i 4 Armię nad granicę z Prusami Wschodnimi. Naczelne Dowództwo WP postanowiło zmienić dotychczasowy kierunek natarcia obu związków operacyjnych z północnego na wschodni. 27 sierpnia rozpoczęto przegrupowanie. 2 Armia gen. Edward Rydza- Śmigłego otrzymała rozkaz zajęcia pozycji w rejonie Białegostoku, z odpowiedzialnością za teren na północ od Hajnówki, 4 Armia gen. Leonarda Skierskiego przejścia spod Łomży do rejonu Brześcia i przejęcia odpowiedzialności za odcinek frontu od Hajnówki do Włodawy.
29 sierpnia podjęto intensywne przygotowania do operacji zaczepnej przeciwko wojskom Frontu Zachodniego.
Plan przeprowadzenia operacji zakładał skupienie głównego wysiłku na lewym skrzydle 2 Armii i uderzenie przez Niemen w kierunku na Lidę. 4 Armia miała wykonać uderzenie pomocnicze z Polesia w kierunku na Baranowicze.
1 Dywizja Litewsko-Białoruska wraz z 1 Dywizją Piechoty Legionów, 2. i 4 Brygadą Jazdy tworzyło Północną Grupę Uderzeniową, której zadaniem było oskrzydlenie przeciwnika.
Po odrzuceniu przez 1 DP Leg. wojsk litewskich w rejonie Sejn, Dywizja L-B skoncentrowała się początkowo w pobliżu Druskiennik, a potem dalej maszerowała w kierunku na Wasiliszki. Opanowanie Wasiliszek  spowodowało zablokowanie drogi odwrotu wycofującym się z Grodna oddziałom sowieckim.
Od 27 września I Brygada Litewsko-Białoruska blokowała drogę oddziałom trzech sowieckich dywizji przebijających się w kierunku Lidy. W rejonie Lebiody pułki wileński i miński znacznie opóźniły odwrót 3 Armii Władimira Łazariewicza. Ponosząc duże straty w „Krwawym Borze“, przyczyniły się do rozbicia wojsk bolszewickich przez oskrzydlające je oddziały 1 Dywizji Piechoty Legionów. Osłabiony Wileński pułk strzelców został skierowany do Lidy. Tu pozostał do podpisania rozejmu.
| Obsada personalna pułku w okresie walk o granice | Obsada personalna pułku w okresie walk o granice | Obsada personalna pułku w okresie walk o granice | Obsada personalna pułku w okresie walk o granice |
|                                                  | styczeń 1919                                     | czerwiec 1920                                    | grudzień 1920                                    |
| Stanowisko                                       | Stopień, imię i nazwisko                         | Stopień, imię i nazwisko                         | Stopień, imię i nazwisko                         |
| ------------------------------------------------ | ------------------------------------------------ | ------------------------------------------------ | ------------------------------------------------ |
| dowódca pułku                                    | płk Skrzyszewski                                 | mjr Bobiatyński                                  | ppłk. Wołkowycki                                 |
| adiutant pułku                                   | por. Wołowicz                                    | por. Turbicki                                    | por. Parfjanowicz                                |
| kapelan                                          | -                                                | -                                                | ks. Niemycki                                     |
| lekarz naczelny                                  | -                                                | -                                                | por. Bularski                                    |
| dowódca I batalionu                              | kpt. Adamowicz                                   | kpt. Zapolski Downar                             | por. Benedykt Matarewicz                         |
| adiutant                                         | chor. Rzecki                                     | -                                                | ppor. Janiszewski                                |
| oficer prowiantowy                               | por. Koziciński                                  | -                                                | ppor. Łuskowiec                                  |
| oficer kasowy                                    | kpt. Władysław Oziewicz                          | -                                                | ppor. Hermanowski                                |
| dowódca 1 kompanii                               | kpt. Szczerbicki                                 | kpt. Szczerbicki                                 | por. Zawadzki                                    |
| oficer kompanii                                  | ppor. Parfianowicz                               | -                                                | pchor. Buławski                                  |
| oficer kompanii                                  | ppor. Hermanowski                                | -                                                | -                                                |
| oficer kompanii                                  | chor. Liszko                                     | -                                                | -                                                |
| dowódca 2 kompanii                               | kpt. Zujewicz                                    | por. Zawadzki                                    | ppor. Trzetrzewiński                             |
| oficer kompanii                                  | chor. Giedrojć                                   | -                                                | pchor. Felczykowski                              |
| oficer kompanii                                  | chor. Drohowina                                  | -                                                |                                                  |
| oficer kompanii                                  | chor. Czarnocki                                  | -                                                | -                                                |
| dowódca 3 kompanii                               | kpt. Stanisław Oziewicz                          | ppor. Jasiński                                   | ppor. Kulczyński                                 |
| oficer kompanii                                  | ppor. Rapszewicz                                 | -                                                | pchor. Rybikowski                                |
| oficer kompanii                                  | chor. Szemberg                                   | -                                                | -                                                |
| oficer kompanii                                  | chor. Kotowicz                                   | -                                                | -                                                |
| dowódca 4 kompanii                               | kpt. Zapolski Downar                             | por. Benedykt Matarewicz                         | ppor. Makowski                                   |
| oficer kompanii                                  | ppor. Zawadzki                                   | -                                                | -                                                |
| oficer kompanii                                  | ppor. Bereśniewicz                               | -                                                | -                                                |
| oficer kompanii                                  | chor. Konarzewski-Tejchman                       | -                                                | -                                                |
| dowódca II batalionu                             | mjr Bobiatyński                                  | kpt. Wojtkiewicz                                 | por. Orzechowski                                 |
| adiutant                                         | chor. Perkowski                                  | ppor. Mackiewicz                                 | ppor. Mackiewicz                                 |
| oficer prowiantowy                               | -                                                | -                                                | ppor. Gaillard                                   |
| oficer kasowy                                    | -                                                | -                                                | ppor. Krzesiński                                 |
| dowódca 5 kompanii                               | kpt. Wojtkiewicz                                 | por. Orzechowski                                 | ppor. Przedwojewski                              |
| oficer kompanii                                  | ppor. Gaillard                                   | -                                                | pchor. Teodorczyk                                |
| oficer kompanii                                  | chor. Kuleszo                                    | -                                                | -                                                |
| dowódca 6 kompanii                               | por. Orzechowski                                 | ppor. Puzinowski                                 | ppor. Puzinowski                                 |
| oficer kompanii                                  | ppor. Brzozowski                                 | -                                                | pchor. Kasprowiak                                |
| oficer kompanii                                  | chor. Wieliczko                                  | -                                                | -                                                |
| oficer kompanii                                  | chor. Bielski                                    | -                                                | -                                                |
| dowódca 7 kompanii                               | por. Biełkowski                                  | por. Szemiot                                     | ppor. Waligóra                                   |
| oficer kompanii                                  | ppor. Szemiot                                    | -                                                | pchor. Papierski                                 |
| oficer kompanii                                  | chor. Szemberg                                   | -                                                | -                                                |
| oficer kompanii                                  | chor. Różewski                                   | -                                                | -                                                |
| oficer kompanii                                  | chor. Rodziewicz                                 | -                                                | -                                                |
| dowódca 8 kompanii                               | por. Dąbrowski                                   | ppor. Sokołowski                                 | kpt. Sokołowski                                  |
| oficer kompanii                                  | chor. Klukowski                                  | -                                                | ppor. Orłowski                                   |
| oficer kompanii                                  | chor. Lepieszko                                  | -                                                | -                                                |
| dowódca 1 komp. k.m.                             | por. Szystowski                                  | por. Orzeszko                                    | por. Orzeszko                                    |
| oficer kompanii                                  | por. Orzeszko                                    | -                                                | pchor. Liksza                                    |
| oficer kompanii                                  | ppor. Łuskowiec                                  | -                                                | -                                                |
| oficer kompanii                                  | ppor. Brzeziński                                 | -                                                | -                                                |
| oficer kompanii                                  | ppor. Kowszyński                                 | -                                                | -                                                |
| oficer kompanii                                  | chor. Kozłowski                                  | -                                                | -                                                |
| oficer kompanii                                  | chor. Sobolew                                    | -                                                | -                                                |
| oficer kompanii                                  | chor. Witkowski                                  | -                                                | -                                                |
| dowódca III batalionu                            | -                                                | kpt. Rapszewicz                                  | kpt. Rapszewicz                                  |
| adiutant                                         | -                                                | ppor. Kowszyniec-Kowszyński                      | ppor. Kurek                                      |
| oficer prowiantowy                               | -                                                | -                                                | pchor. Iwaszkiewicz                              |
| oficer kasowy                                    | -                                                | -                                                | pchor. Różański                                  |
| dowódca 9 kompanii                               | -                                                | por. Kozłowski                                   | ppor. Kijak                                      |
| oficer kompanii                                  | -                                                | -                                                | pchor. Otrębski                                  |
| dowódca 10 kompanii                              | -                                                | pchor. Węgrzyn                                   | por. Romaszkiewicz                               |
| oficer kompanii                                  | -                                                | -                                                | pchor. Jurkiewicz                                |
| dowódca 11 kompanii                              | -                                                | por. Mackiewicz                                  | por. Mackiewicz                                  |
| oficer kompanii                                  | -                                                | -                                                | pchor. Grzegorczyk                               |
| dowódca 12 kompanii                              | -                                                | por. Pieślak                                     | ppor. Węgrzyn                                    |
| oficer kompanii                                  | -                                                | -                                                | pchor. Adamek                                    |
| dowódca 2 komp. k.m.                             | -                                                | ppor. Sobolew                                    | ppor. Bereżecki                                  |
| oficer kompanii                                  | -                                                | -                                                | pchor. Krasodomski                               |
| dowódca 3 komp. k.m.                             | -                                                | por. Jan Daniuszewicz                            | por. Jan Daniuszewicz                            |
| dowódca szkoły podofic.                          | -                                                | -                                                | ppor. Janikowski                                 |
| oficer kompanii                                  | -                                                | -                                                | pchor. Kotlęga                                   |
| dowódca komp. technicz.                          | -                                                | por. Strumiłło-Pietraszkiewicz                   | por. Strumiłło                                   |
| oficer kompanii                                  | -                                                | -                                                | pchor. Bogdanowicz                               |
| d-ca plutonu łączności                           | -                                                | ppor. Skorwid                                    | ppor. Skorwid                                    |
| oficer taborowy                                  | -                                                | rtm. Sielanko                                    | ppor. Tyszewski                                  |

### Mapy walk pułku

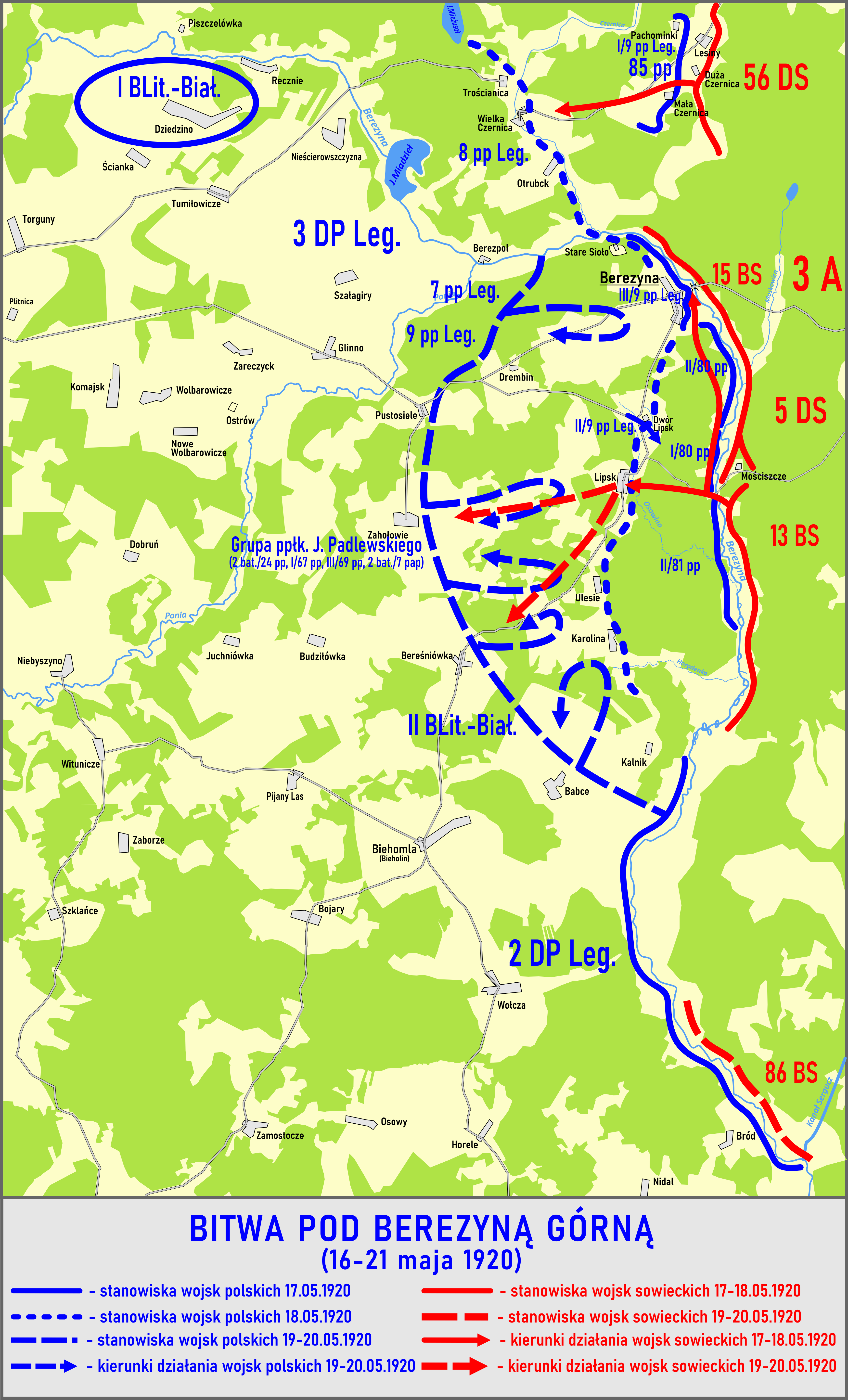
Bitwa pod Berezyną Górną
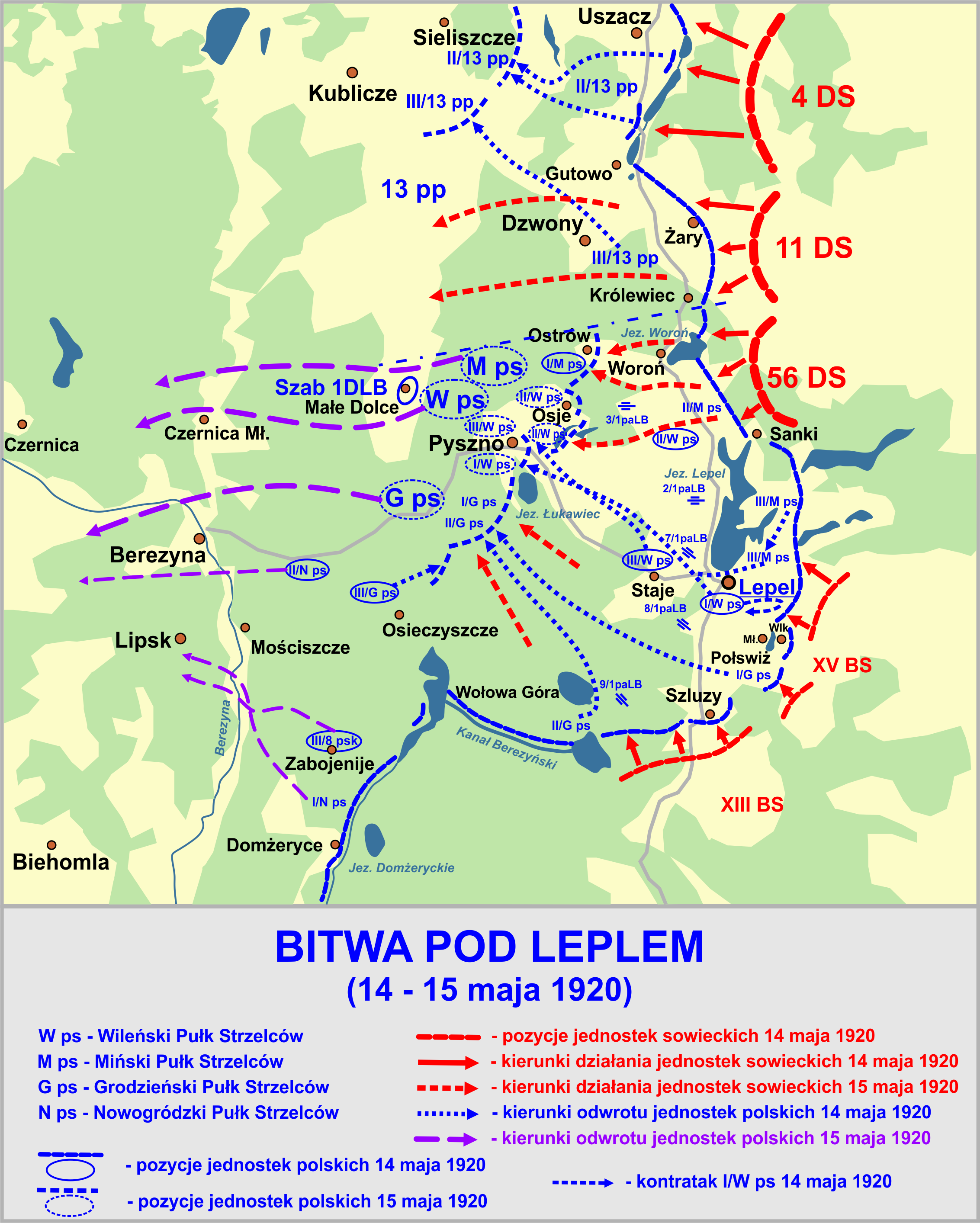
Bitwa pod Leplem
Bitwa pod Czernicą Wielką
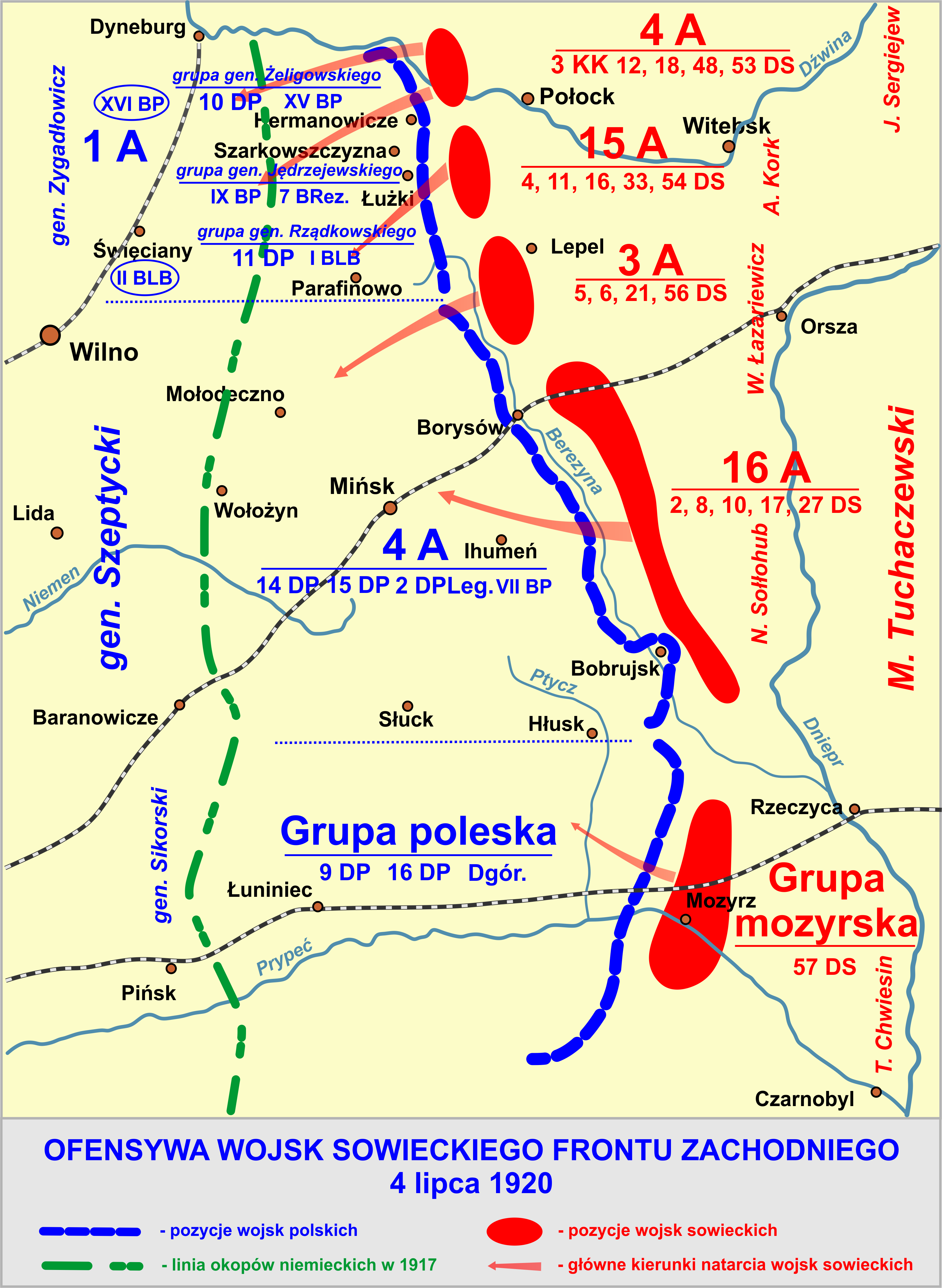
Bitwa nad Berezyną
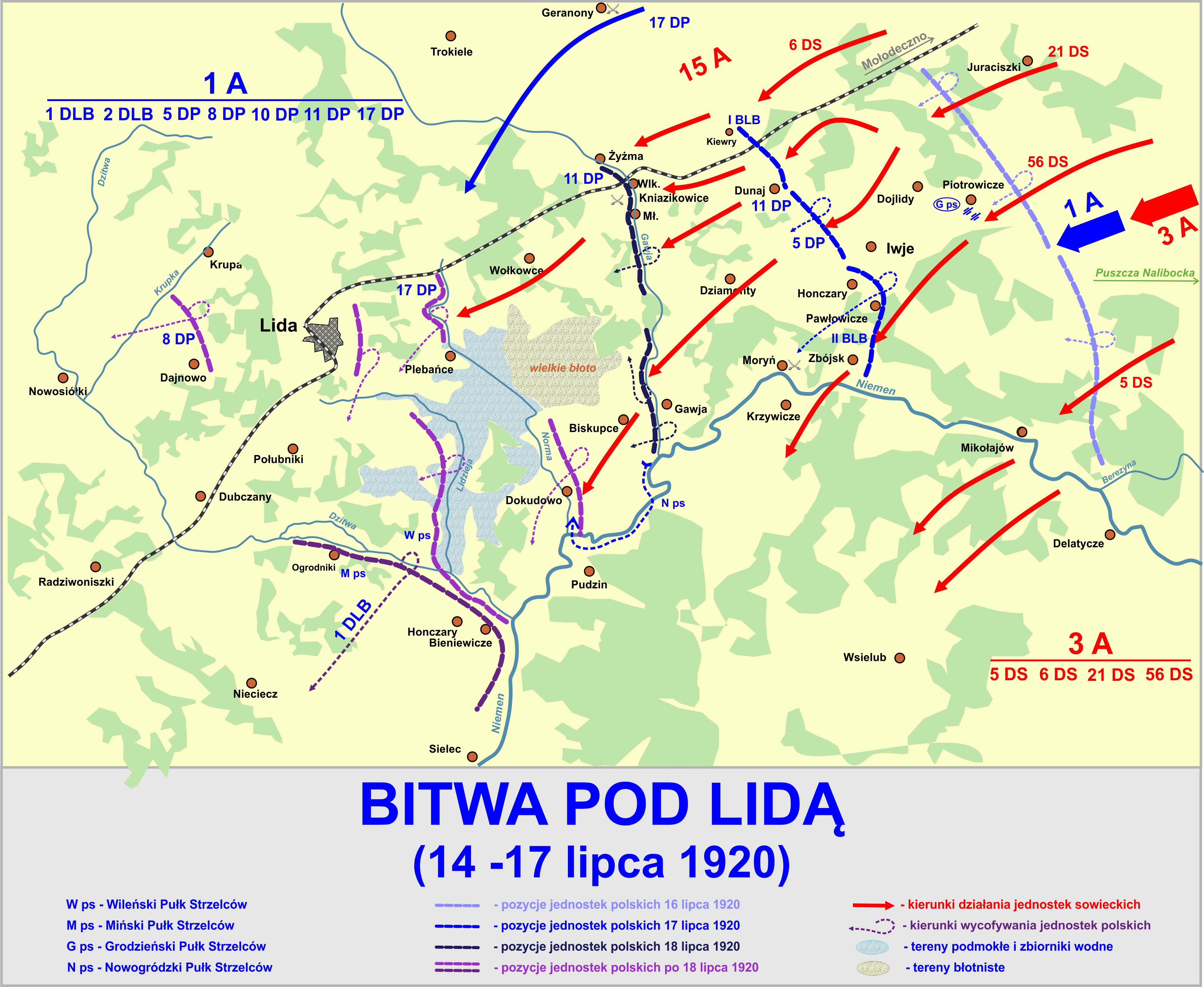
Bitwa pod Lidą
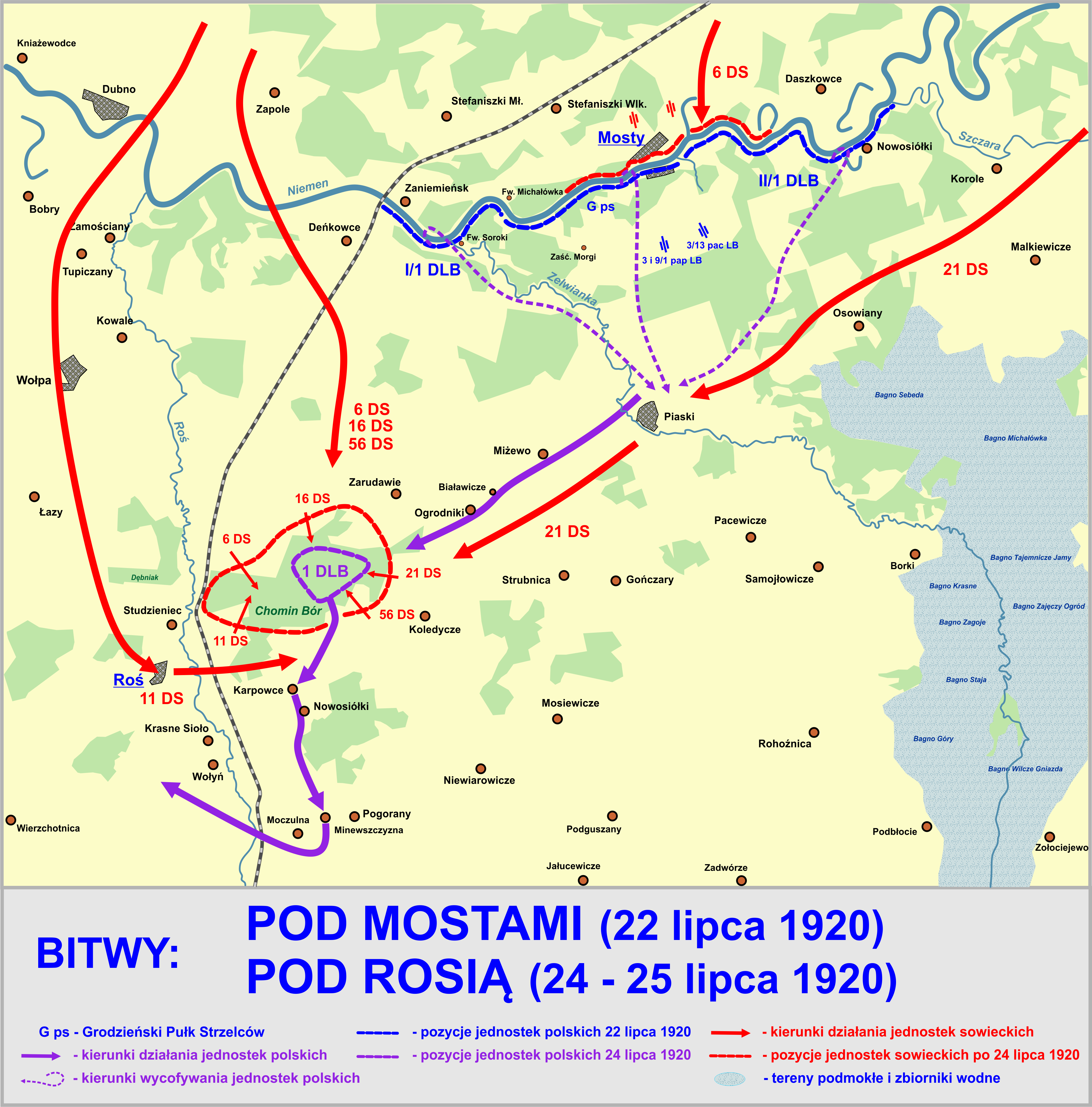
Bitwa pod Mostami
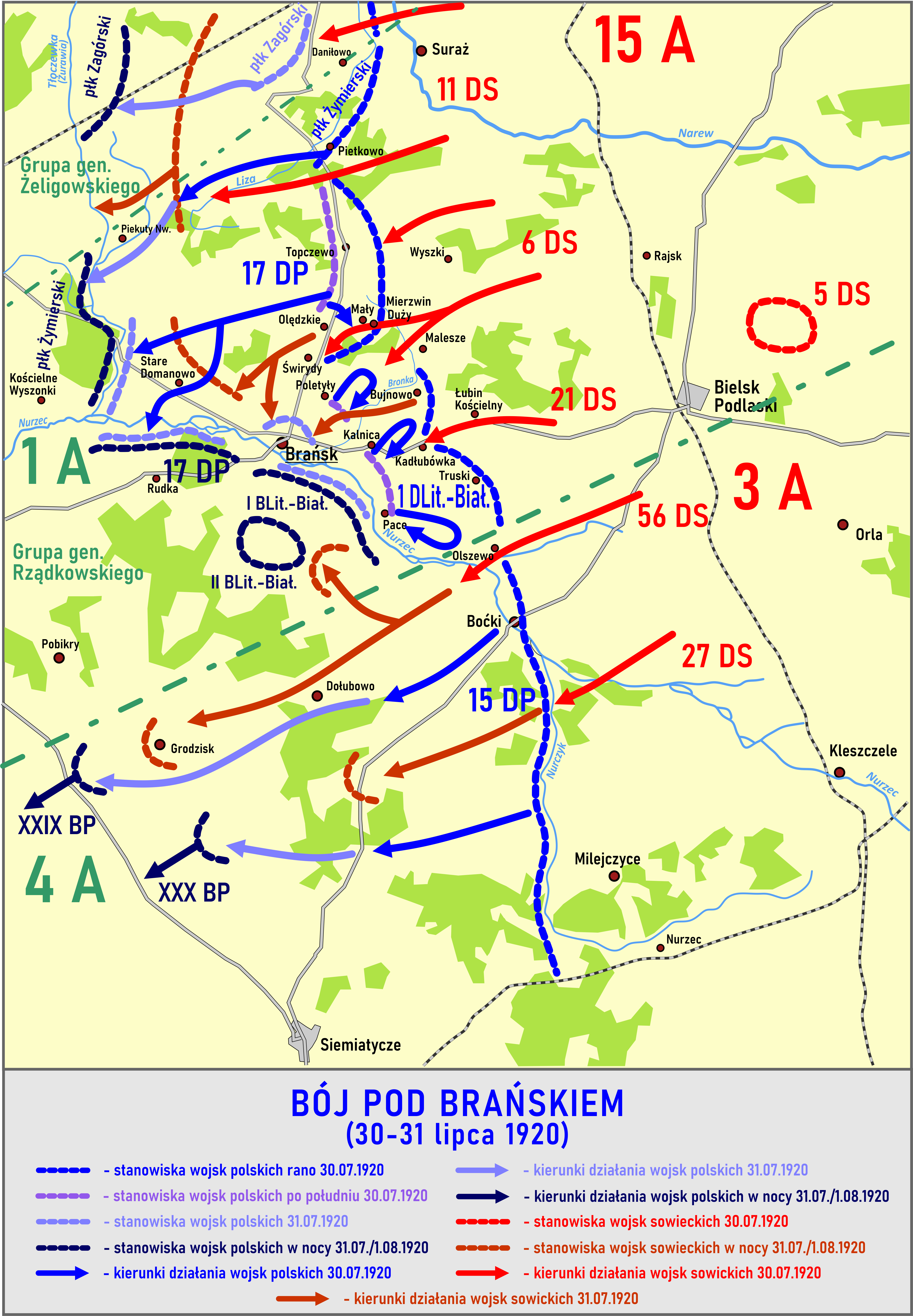
Bitwa pod Brańskiem (1920)
Bitwa pod Ciechanowcem
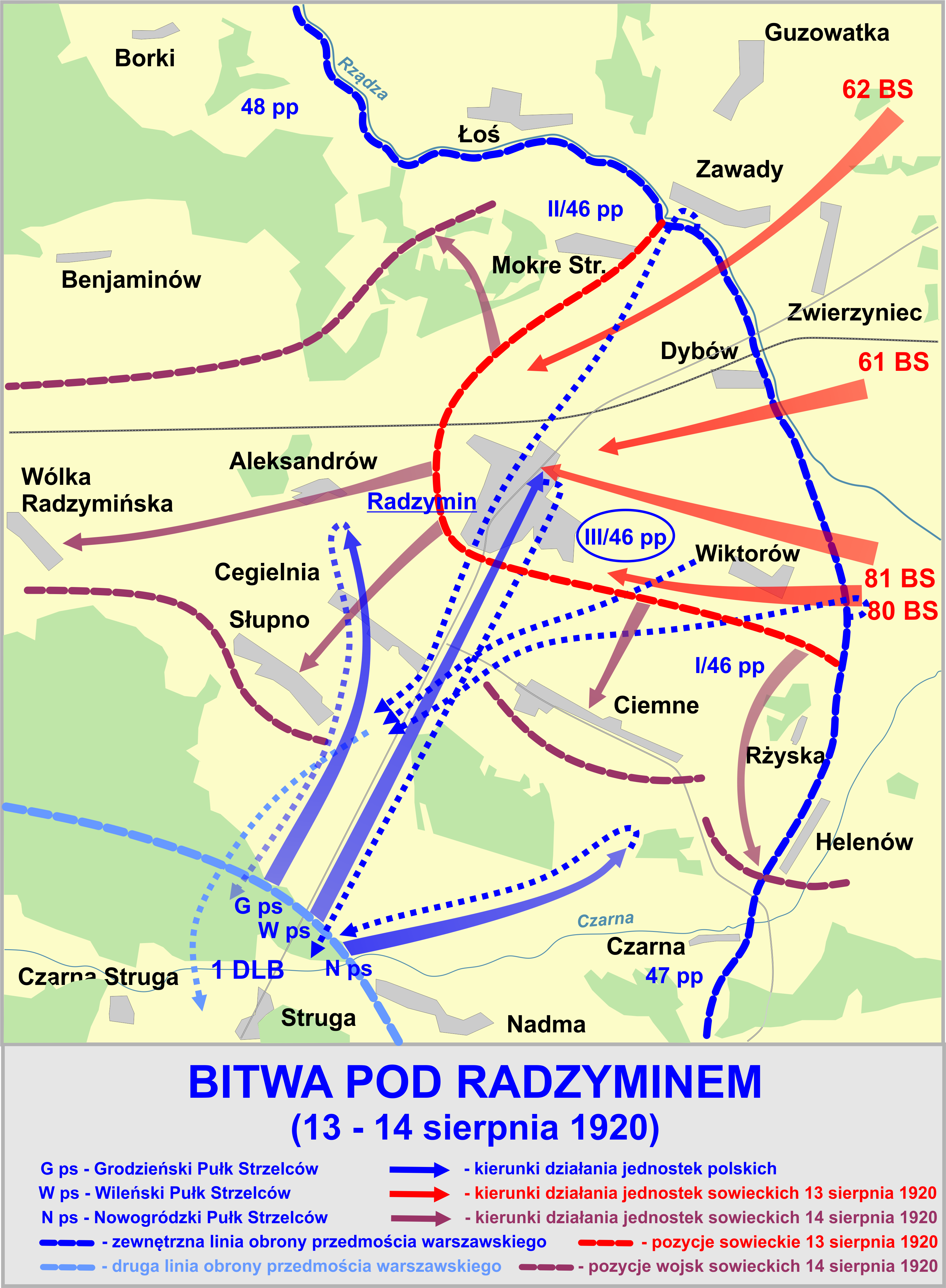
Bitwa pod Radzyminem
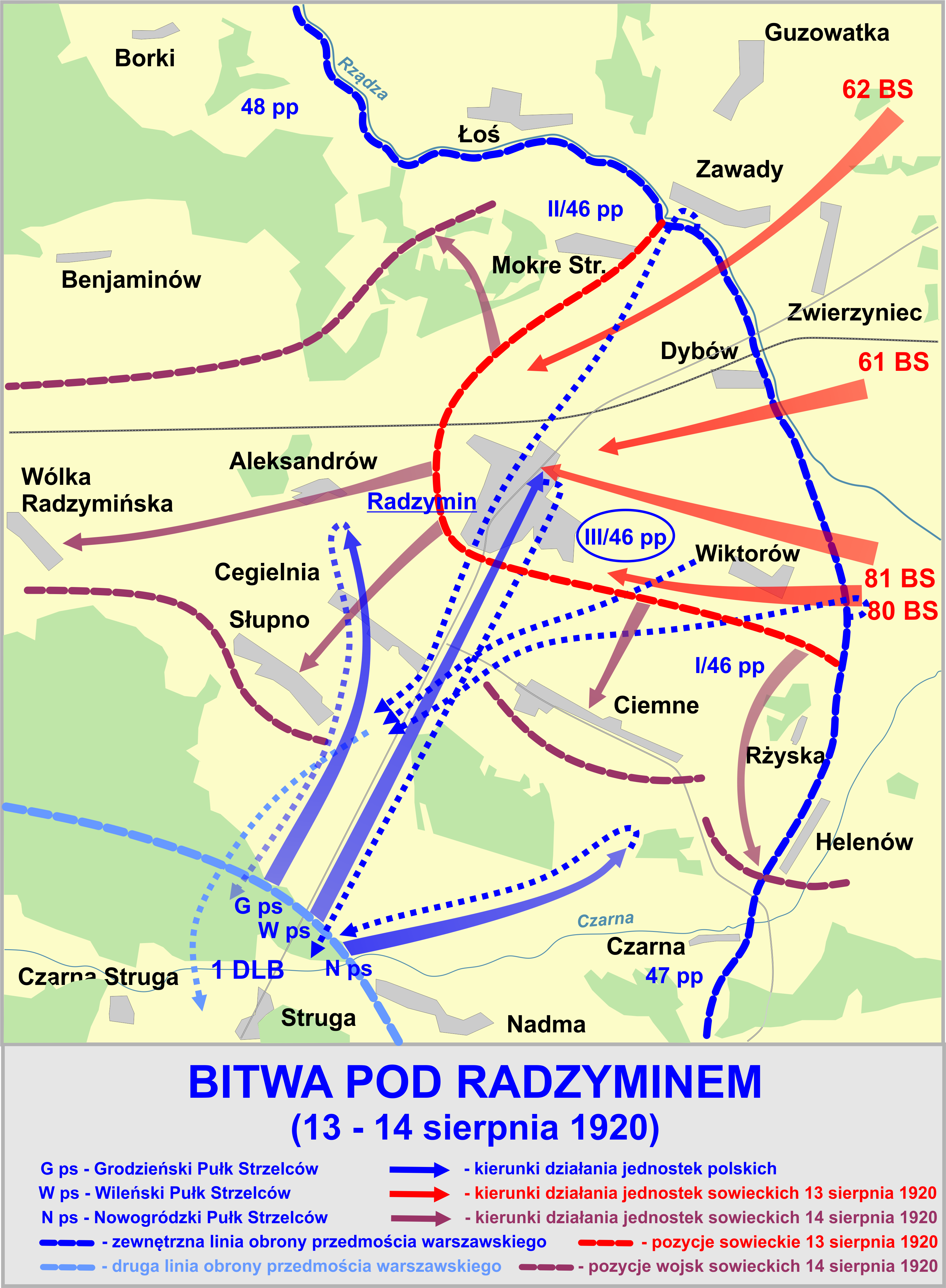
Bitwa pod Radzyminem
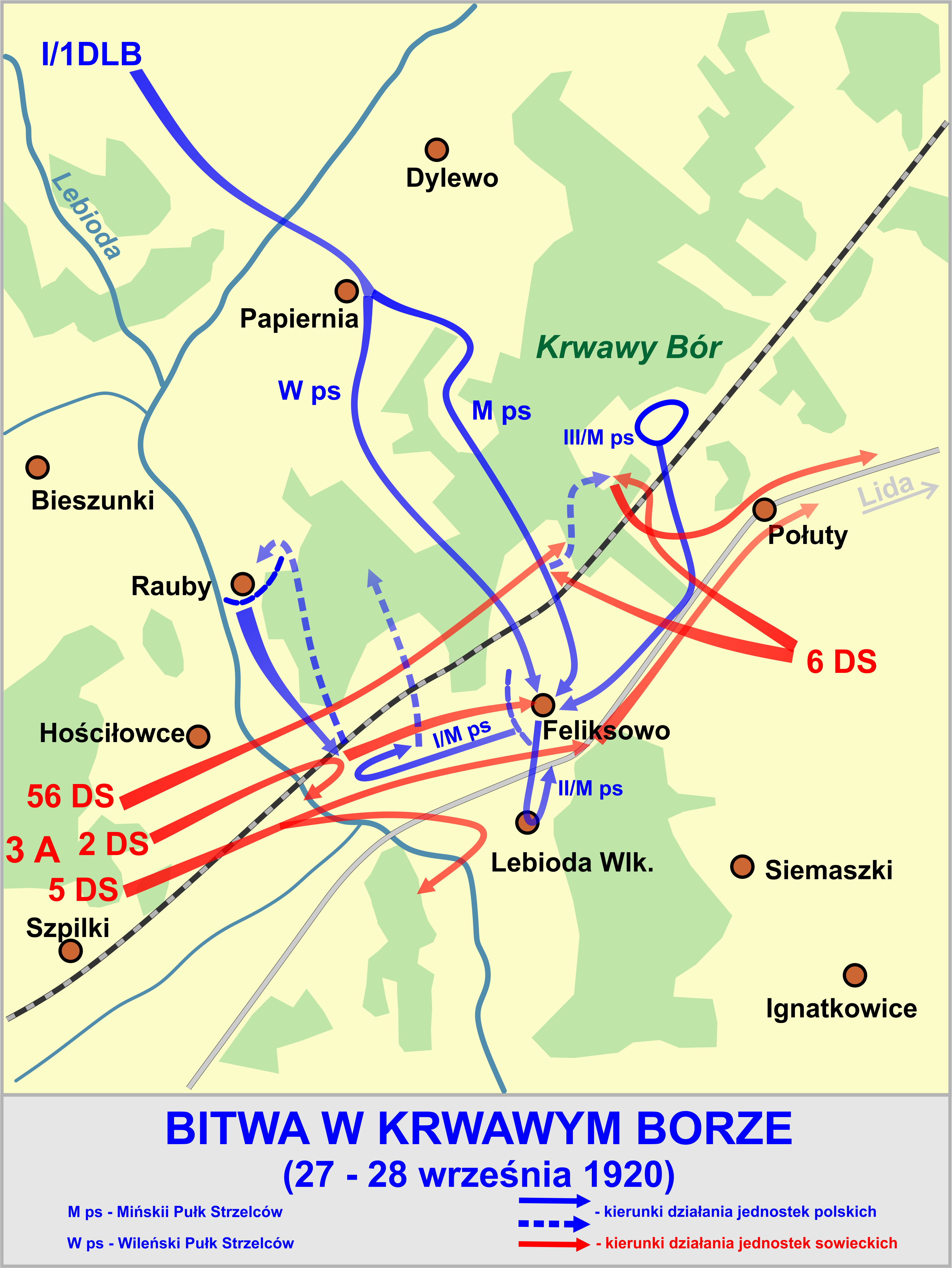
Bitwa pod Krwawym Borem
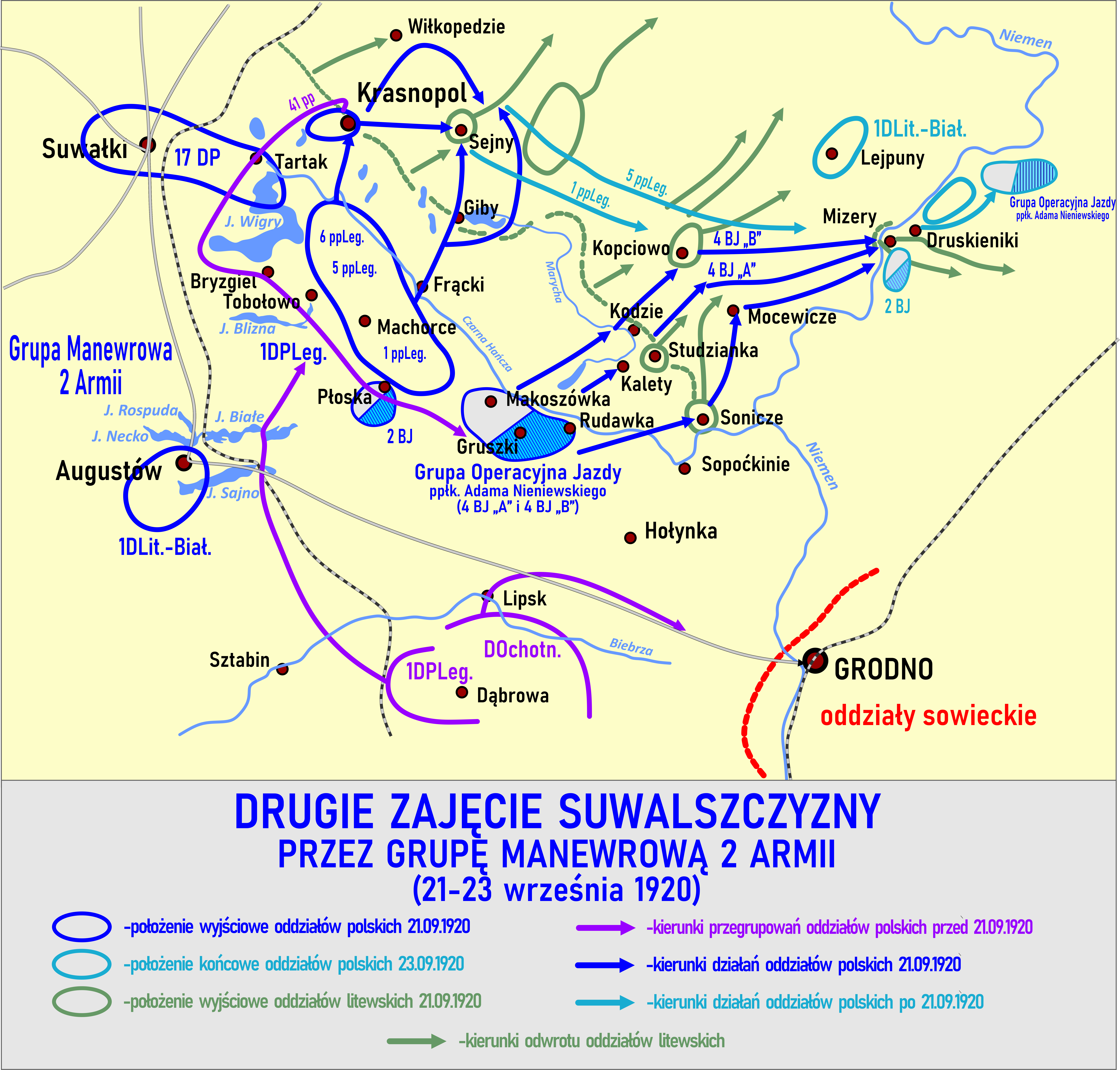
Zajęcie Suwalszczyzny
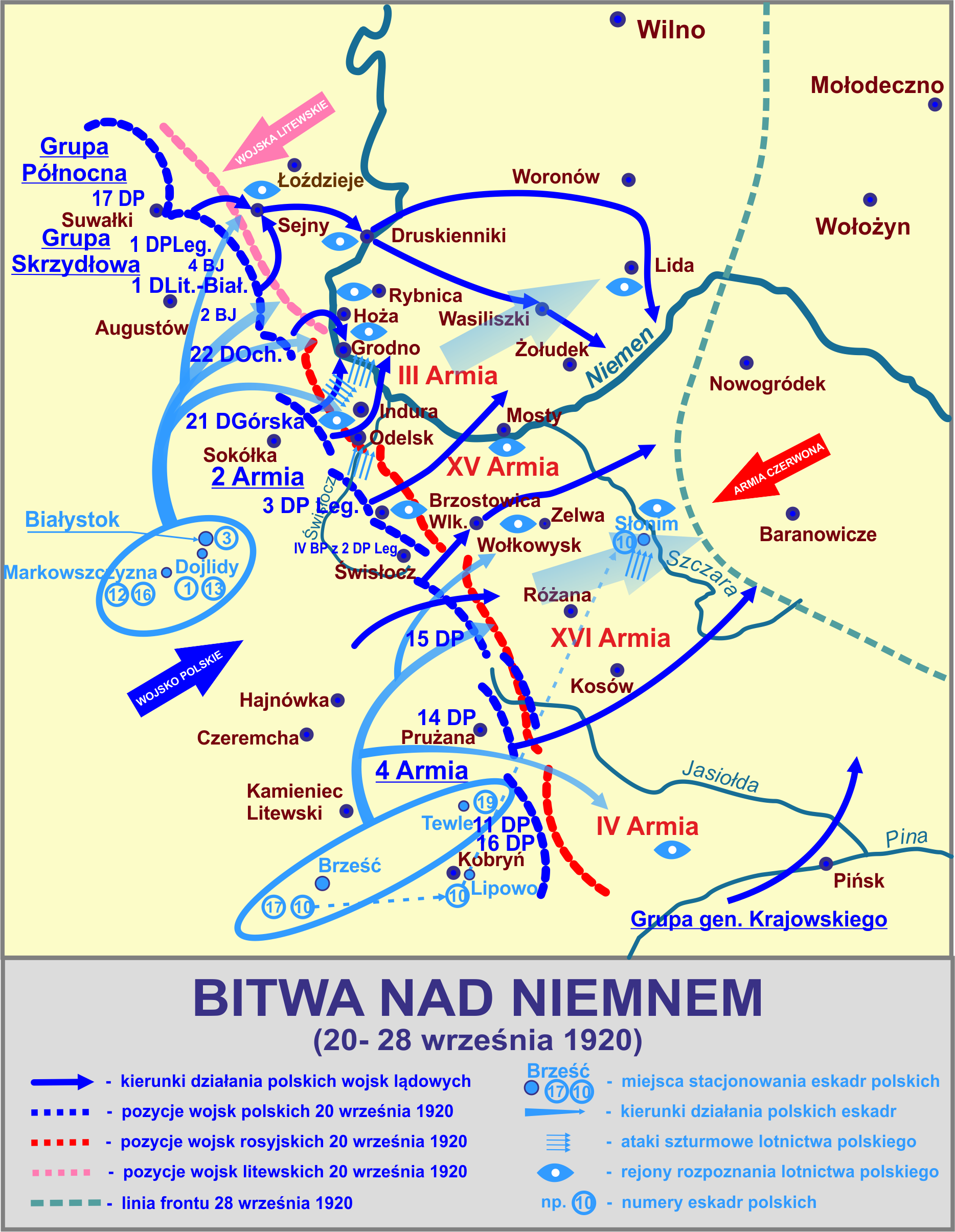
Bitwa nad Niemnem
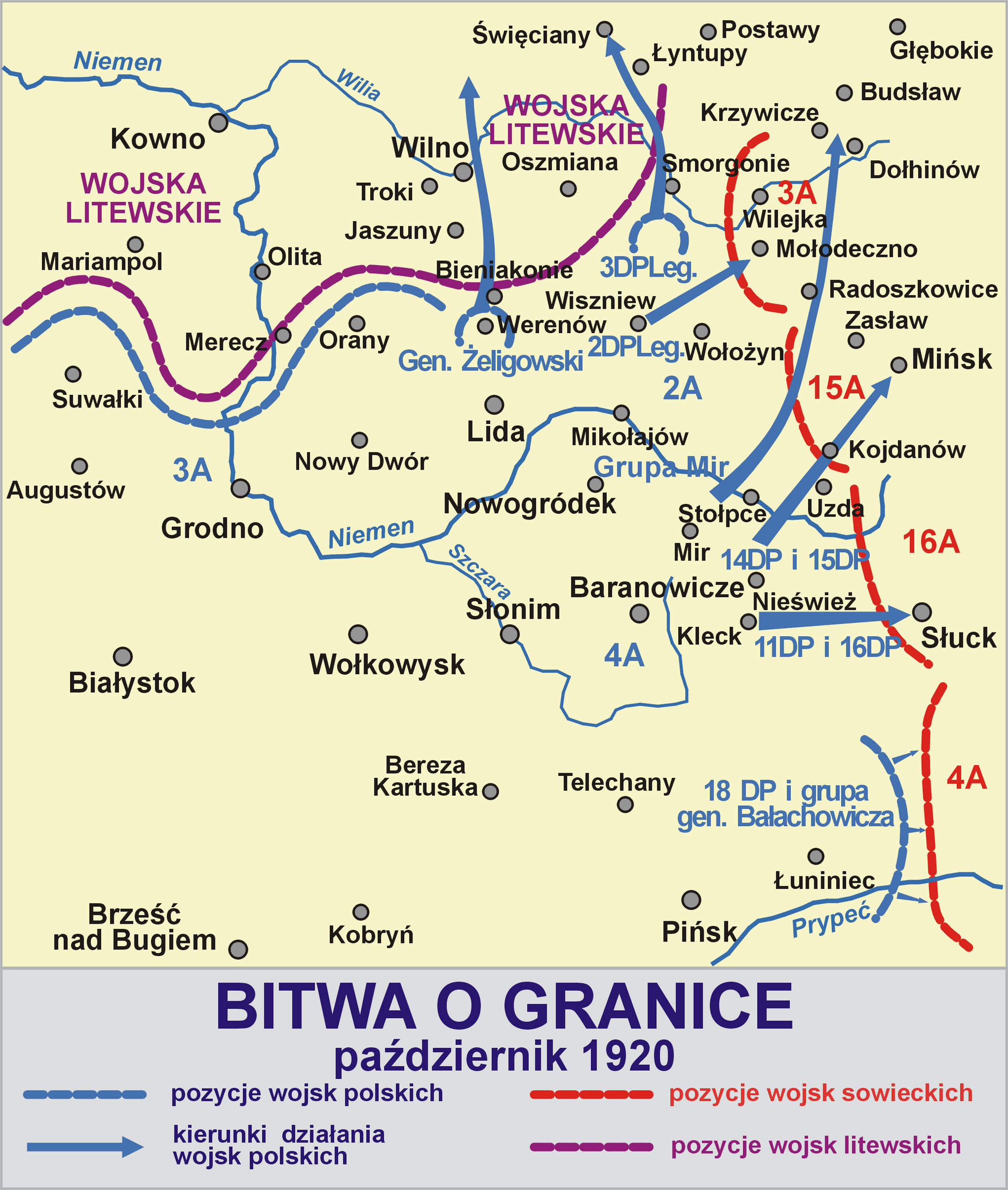
Bitwa o granice 1920

### Na Litwie Środkowej

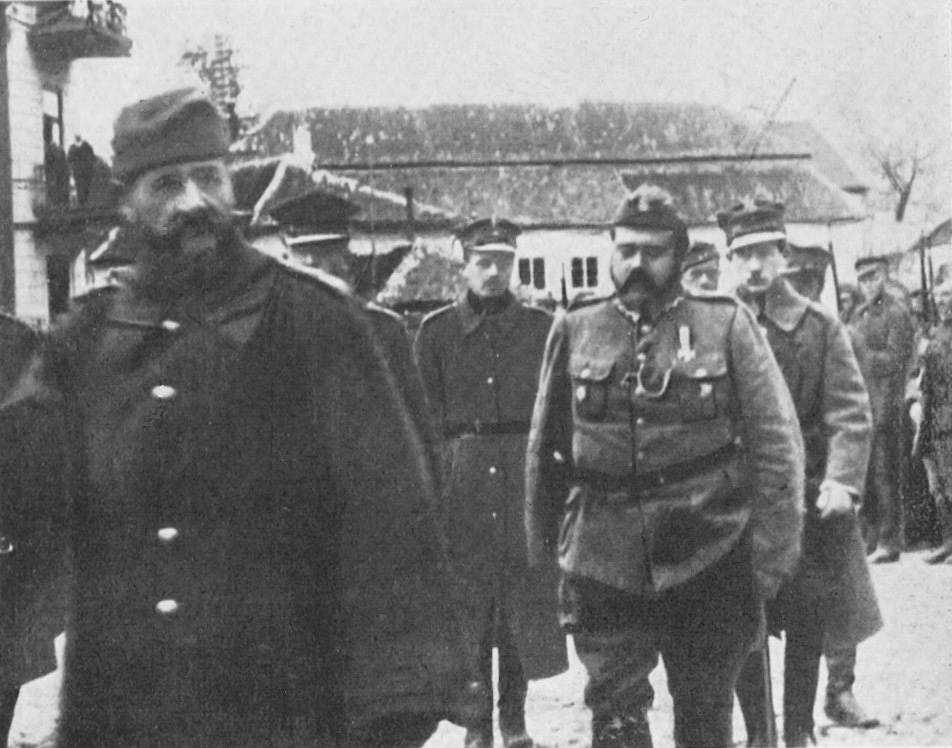
Wkroczenie do Wilna - gen. Lucjan Żeligowski z komendantem miasta mjr Stanisławem Bobiatyńskim

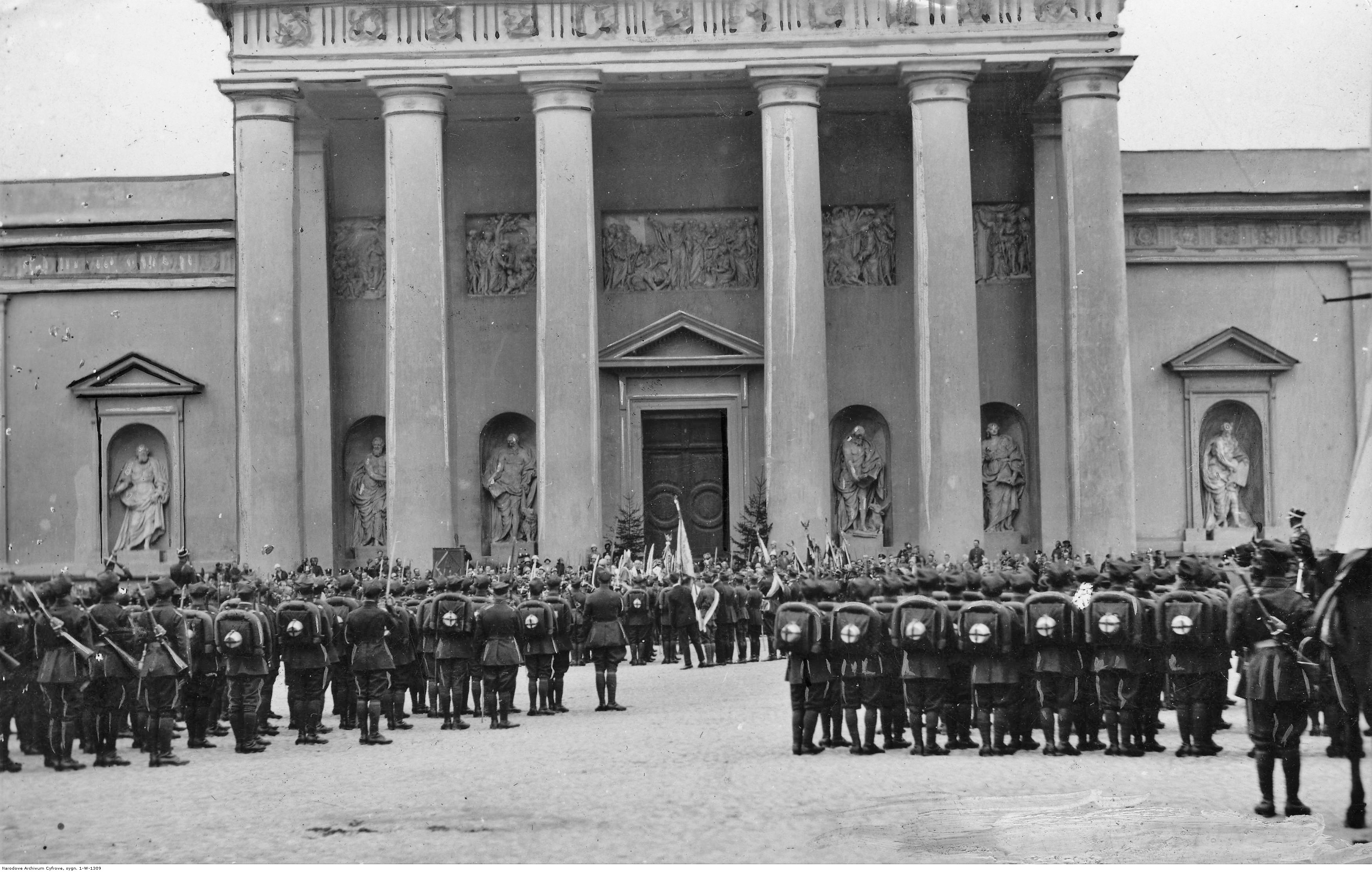
Święto 85 Pułku Strzelców Wileńskich w Wilnie - oddziały w pełnym rynsztunku przed katedrą wileńską; wrzesień 1928

Pod koniec wojny polsko-bolszewickiej, gdy wojska polskie przechodziły do kontrofensywy znad Niemna, do Polski stopniowo powracały ziemie utracone uprzednio na rzecz Armii Czerwonej. Jednak wszelkie działania dążące do opanowania Wilna oficjalną drogą wojskową były niemożliwe ze względu na międzynarodowe zobowiązania rządu polskiego. Chodzi tutaj m.in. o układ w Spa, a także naciski ministerstwa spraw zagranicznych Wielkiej Brytanii. W tym momencie marszałek Józef Piłsudski zaczął rozpatrywać konieczność przeprowadzenia „nieoficjalnej” akcji wojskowej.
20 września Naczelne Dowództwo Wojska Polskiego wezwało gen. Lucjana Żeligowskiego do Kwatery Głównej stacjonującej w Białymstoku. Żeligowski zameldował się wraz ze swoim adiutantem por. Stanisławem Łepkowskim dopiero 30 września. W czasie rozmowy pomiędzy dwoma wojskowymi Marszałek otwarcie zasygnalizował, że w interesie Polski leży wywołanie w Wilnie powstania miejscowej ludności, które uświadomiłoby zachodniej dyplomacji, iż miasto to zamieszkane jest przez Polaków, którzy nie mogą i nie chcą znaleźć się pod władzą litewską czy też bolszewicką.
Marsz oddziałów gen. Lucjana Żeligowskiego na Wilno rozpoczął się o 6.00 8 października. Ich trzonem była 1 Dywizja Litewsko-Białoruska. Już następnego dnia przełamano słaby opór Litwinów i opanowano Wilno. Jako jeden z pierwszych oddziałów do miasta wkraczających do miasta był wileński pułk strzelców. W kolejnych dniach pułk nacierał w kierunku Rykont i 18 października opanował rubież Krasne–Rykonty.
Do 21 listopada 1920, czyli do podpisania rozejmu, odpierał ataki wojsk litewskich i niewielkimi silami prowadził wypady przed przedni skraj obrony. Później w pułku wprowadzono dyżury rotacyjne: jeden batalion pozostawał „w linii”, jeden stanowił odwód dowódcy pułku, a trzeci  odpoczywał w Wilnie.
Po zakończeniu działań wojennych Wileński pułk strzelców  wszedł w skład Wojsk Litwy Środkowej, a po jej przyłączeniu do Polski w składzie Wojska Polskiego.
1 października 1921 pułk otrzymał numer 85 i wszedł w skład 19 Dywizji Piechoty

### Bilans działań
W walkach o granice zginęło 13 oficerów i 218 szeregowych pułku. 55 oficerów i żołnierzy zostało odznaczonych Krzyżem Orderu Wojennego Virtuti Militari, 56 Krzyżem Zasługi Wojsk Litwy Środkowej, 265 Krzyżem Walecznych. Pułk wziął do niewoli 916 jeńców i zdobył m.in. 12 dział, 73 ckm i 2 lokomotywy.
Za wszystkie wyczyny wojenne 19 kwietnia 1922 sztandar pułku został udekorowany Srebrnym Krzyżem Orderu Virtuti Militari, a 15 sierpnia pułk otrzymał nazwę 85 pułku Strzelców Wileńskich.

### Kawalerowie Virtuti Militari
| Żołnierze pułku odznaczeni Krzyżem Srebrnym Orderu Wojskowego Virtuti Militari za wojnę 1918–1920 | Żołnierze pułku odznaczeni Krzyżem Srebrnym Orderu Wojskowego Virtuti Militari za wojnę 1918–1920 | Żołnierze pułku odznaczeni Krzyżem Srebrnym Orderu Wojskowego Virtuti Militari za wojnę 1918–1920 |
| ------------------------------------------------------------------------------------------------- | ------------------------------------------------------------------------------------------------- | ------------------------------------------------------------------------------------------------- |
| por. Piotr Alencynowicz                                                                           | kpt. Bronisław Balcewicz nr 3350                                                                  | mjr Stanisław Bobiatyński                                                                         |
| plut. Jan Borkowski                                                                               | ppor. Wacław Bułharowski nr 4097                                                                  | pchor. Stefan Buławski nr 4907                                                                    |
| ppor. Alojzy Butkiewicz                                                                           | st. strzel. Karol Człapiński                                                                      | ś.p. kpt. Józef Dąbrowski nr 4916                                                                 |
| plut. Seweryn Darowski                                                                            | ś.p. strzel. Bronisław Danowski nr 8049                                                           | kpr. Józef Dokurno nr 4101                                                                        |
| ś.p. kpt. Ryszard Zapolski Downar                                                                 | st. strzel. Michał Domaszewicz nr 4073                                                            | szer. Nikodem Gwintowt-Dziewiałtowski                                                             |
| kpr. Aleksander Grond                                                                             | st. strzel. Jan Jackiewicz                                                                        | ppor. Jan Janikowski nr 4069                                                                      |
| st. strzel. Hilary Jankowski nr 4050                                                              | pchor. Konstanty Jurkiewicz nr 4908                                                               | sierż. Kazimierz Kawałek                                                                          |
| kpr. Władysław Klimowicz nr 3591                                                                  | kpr. Bronisław Krukowski nr 4285                                                                  | sierż. Henryk Komorowski nr 4167                                                                  |
| sierż. Antoni Kowalczyk nr 4909                                                                   | sierż. Aleksander Kunca                                                                           | kpr. Adam Kitowski nr 4163                                                                        |
| ś.p. pchor. Władysław Lachowicz nr 8055                                                           | pchor. Aleksander Likszo nr 4041                                                                  | por. Benedykt Matarewicz                                                                          |
| kpr. Konstanty Masiewicz                                                                          | plut. Wacław Michalewicz nr 4180                                                                  | kpr. Antoni Mikulicz                                                                              |
| plut. Eugeniusz Nawrocki nr 4176                                                                  | plut. Władysław Okrzeja                                                                           | kpr. Eugeniusz Osiński nr 4111                                                                    |
| plut. Władysław Osiński nr 4076                                                                   | por. Władysław Orzechowski                                                                        | kpt. Stanisław Oziewicz nr 4150                                                                   |
| plut. Bronisław Pupinik nr 4254                                                                   | ppor. Piotr Parfianowicz nr 4044                                                                  | kpr. Jan Pietraszka                                                                               |
| plut. Rafał Piotrowski                                                                            | pchor. Michał Rybikowski nr 4906                                                                  | kpt. Leon Rapszewicz                                                                              |
| plut. Stanisław Serafiński nr 3587                                                                | pchor. Władysław Słowaniewski nr 8063                                                             | por. Bazyli Sobolew nr 4072                                                                       |
| ppor. Stanisław Synoś nr 4110                                                                     | por. Stanisław Szemiot-Połaczyński nr 4917                                                        | kpt. Witold Szczerbicki nr 3752                                                                   |
| kpr. Stanisław Syss                                                                               | plut. Szczepan Ślązak nr 4075                                                                     | sierż. Bronisław Stankiewicz nr 4090                                                              |
| por. Witold Trubicki nr 4161                                                                      | por. Jan Węgrzyn nr 4188                                                                          | wchm. Paweł Zaleski                                                                               |
| ś.p. sierż. Stefan Zatoń nr 8067                                                                  | plut. Feliks Zawisza nr 4127                                                                      |                                                                                                   |

### Kawalerowie Krzyża Zasługi Wojsk Litwy Środkowej
| Żołnierze pułku odznaczeni Krzyżem Zasługi Wojsk Litwy Środkowej | Żołnierze pułku odznaczeni Krzyżem Zasługi Wojsk Litwy Środkowej | Żołnierze pułku odznaczeni Krzyżem Zasługi Wojsk Litwy Środkowej |
| ---------------------------------------------------------------- | ---------------------------------------------------------------- | ---------------------------------------------------------------- |
| pchor. Jan Adamek                                                | st. sierż. Wawrzyn Adamczyk                                      | kpt. Bronisław Balcewicz                                         |
| plut. Kazimierz Bisigirski                                       | mjr Stanisław Bobiatyński                                        | por. Gustaw Budrewicz                                            |
| por. Jan Daniuszewicz                                            | strzel. Jan Fic                                                  | strzel. Jan Góral                                                |
| por. Jan Janikowski                                              | por. Jan Janiszewski                                             | plut. Hilary Jankowski                                           |
| chor. Konstanty Jurkiewicz                                       | plut. Medart Juszkiewicz                                         | por. Józef Kępiński                                              |
| por. Stanisław Kijak                                             | por. Wacław Kotołowski                                           | chor. Wojciech Krasodomski                                       |
| plut. Władysław Kruk                                             | kpt. Aleksander Kulczyński                                       | st. strzel. Edmund Kurowski                                      |
| kpr. Aleksander Makowski                                         | strzel. Józef Masłocha                                           | strzel. Jan Michalski                                            |
| kpt. Alfons Michnowicz                                           | plut. Eugeniusz Nawrocki                                         | kpr. Władysław Noga                                              |
| kpt. Feliks Oskierko                                             | por. Władysław Orzechowski                                       | por. Stanisław Orłowski                                          |
| por. Antoni Otrębski                                             | sierż. Władysław Ostrowski                                       | por. Piotr Parfianowicz                                          |
| por. January Pastuszeńko                                         | por. Jan Napierski                                               | chor. Henryk Pawlicki                                            |
| plut. Bronisław Pupinik                                          | plut. Józef Piórko                                               | kpt. Leon Rapszewicz                                             |
| pchor. Michał Rybikowski                                         | kpr. Antoni Rutkowski                                            | plut. Józef Senczek                                              |
| plut. Bolesław Skwarko                                           | kpt. Władysław Sokołowski                                        | st. sierż. Bronisław Stankiewicz                                 |
| plut. Władysław Sowa                                             | st. strzel. Michał Sienkiewicz                                   | por. Wacław Trzetrzewiński                                       |
| pchor. Mieczysław Teodorczyk                                     | kpr. Adam Tubielewicz                                            | por. Bolesław Waligóra                                           |
| wchm. Ignacy Wasilewski                                          | sierż. Józef Wandolski                                           | por. Zacharjasz Wierzbicki                                       |
| strzel. Józef Wityński                                           | por. Tadeusz Zakrzeński                                          |                                                                  |

## Pułk w okresie pokoju

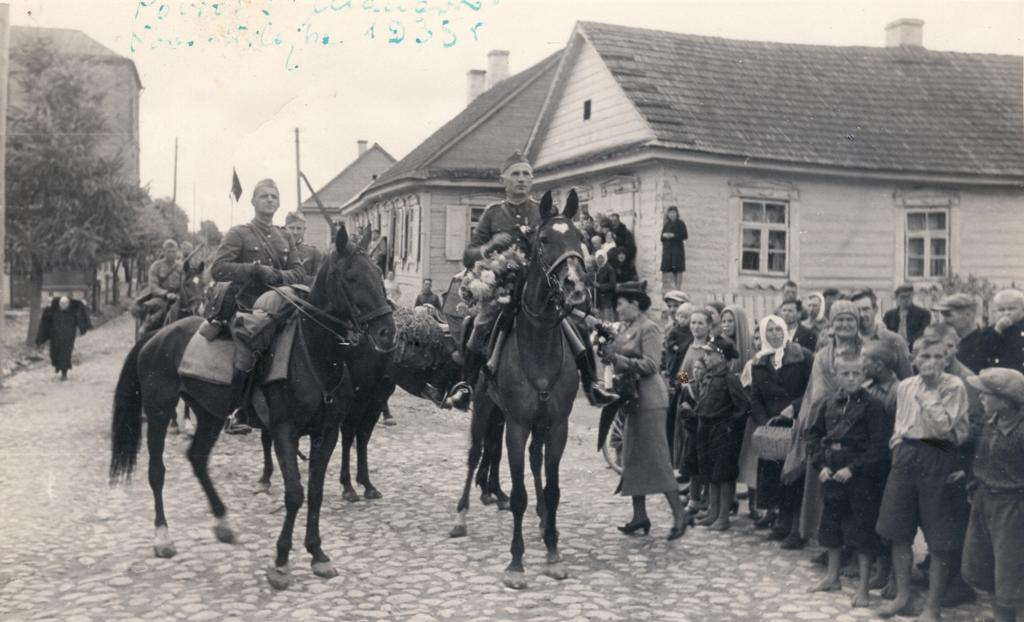
85 pułk strzelców wileńskich, 1935, Nowa Wilejka, powrót z manewrów

W okresie międzywojennym 85 pułk piechoty stacjonował na terenie Okręgu Korpusu Nr III w Nowej Wilejce pod Wilnem, wchodząc w skład 19 Dywizji Piechoty.
Na podstawie rozkazu wykonawczego Ministerstwa Spraw Wojskowych do Departamentu Piechoty o wprowadzeniu organizacji piechoty na stopie pokojowej PS 10-50 z 1930 roku, w Wojsku Polskim wprowadzono trzy typy pułków piechoty. 85 pułk piechoty zaliczony został do typu III pułków piechoty o stanach zbliżonych do wojennych. Na czas wojny przewidywany był do działań osłonowych. Corocznie otrzymywał około 1010 rekrutów. Jego obsadę stanowiło 68 oficerów i 2200 podoficerów i żołnierzy.
| Obsada personalna i struktura organizacyjna w marcu 1939 | Obsada personalna i struktura organizacyjna w marcu 1939 |
| Stanowisko                                               | Stopień, imię i nazwisko                                 |
| Dowództwo, kwatermistrzostwo i pododdziały specjalne     | Dowództwo, kwatermistrzostwo i pododdziały specjalne     |
| -------------------------------------------------------- | -------------------------------------------------------- |
| dowódca pułku                                            | ppłk dypl. Jan Kruk-Śmigla                               |
| I zca dowócy                                             | ppłk Piotr Parfianowicz                                  |
| adiutant                                                 | kpt. Tadeusz Fiedorowicz                                 |
| starszy lekarz                                           | mjr dr Zygmunt Siedlecki                                 |
| młodszy lekarz                                           | por. lek. Stanisław Pakuła                               |
| II z-ca dowódcy (kwatermistrz)                           | mjr Edward Lubowicki                                     |
| oficer mobilizacyjny                                     | kpt. adm. (piech.) Henryk Kloza                          |
| zca oficera mobilizacyjnego                              | kpt. Józef Pelc                                          |
| oficer administracyjno-materiałowy                       | kpt. adm. (piech.) Kazimierz Mackiewicz                  |
| oficer gospodarczy                                       | kpt. int. Arkadiusz Kowszyk                              |
| oficer żywnościowy                                       | kpt. Walerian Pete                                       |
| oficer taborowy                                          | vacat                                                    |
| oficer placu Nowowilejka                                 | kpt. adm. (piech.) Feliks Witkowski                      |
| kapelmistrz                                              | por. adm. Teodor Wołoszczuk                              |
| dowódca plutonu łączności                                | por. Wiktor Korycki                                      |
| dowódca plutonu pionierów                                | por. Witold Roubo                                        |
| dowódca plutonu artylerii piechoty                       | por. art. Emil Stanisław Lewicki                         |
| dowódca plutonu ppanc.                                   | por. Edward Bolesław Krzeczkowski                        |
| dowódca oddziału zwiadu                                  | por. Michał Jażewicz                                     |
| I batalion                                               |                                                          |
| dowódca batalionu                                        | mjr Adam Szymański                                       |
| dowódca 1 kompanii                                       | kpt. Jan Franciszek Deręgowski                           |
| dowódca plutonu                                          | ppor. Bronisław Teofil Domaradzki                        |
| dowódca 2 kompanii                                       | kpt. dypl. Albin Potocki                                 |
| dowódca plutonu                                          | por. Franciszek Sienkiewicz                              |
| dowódca plutonu                                          | ppor. Tadeusz Józef Laszczka                             |
| dowódca 3 kompanii                                       | por. Kazimierz Jan Persowski                             |
| dowódca plutonu                                          | chor. Edward Karol Maciejewski                           |
| dowódca 1 kompanii km                                    | kpt. Artur Jan Pawłowski                                 |
| dowódca plutonu                                          | ppor. Leon Augustyn Torliński                            |
| II batalion                                              |                                                          |
| dowódca batalionu                                        | mjr Jerzy Maciejowski                                    |
| dowódca 4 kompanii                                       | kpt. Jerzy Bychowiec                                     |
| dowódca plutonu                                          | ppor. Włodzimierz Stacewicz                              |
| dowódca 5 kompanii                                       | kpt. Władysław Malinowski                                |
| dowódca plutonu                                          | ppor. Edmund Sokołowski                                  |
| dowódca 6 kompanii                                       | p.o. por. Leonard Miecznik                               |
| dowódca plutonu                                          | ppor. Józef Majewicz                                     |
| dowódca 2 kompanii km                                    | kpt. Anatol Białynowicz                                  |
| dowódca plutonu                                          | ppor. Jan Karol Hanka                                    |
| III batalion                                             |                                                          |
| dowódca batalionu                                        | mjr Ludwik Piotr Nowakowski                              |
| dowódca 7 kompanii                                       | kpt. Henryk Taraszkiewicz †3 V 1939 Wilno                |
| dowódca plutonu                                          | ppor. Stanisław Niedzwiecki                              |
| dowódca plutonu                                          | chor. Bronisław Staniewicz                               |
| dowódca 8 kompanii                                       | kpt. Bolesław Dziewulski                                 |
| dowódca plutonu                                          | por. Olgierd Stanisław Rumszewicz                        |
| dowódca plutonu                                          | ppor. Stanisław Kędziora                                 |
| dowódca 9 kompanii                                       | kpt. Czesław Wiścicki                                    |
| dowódca plutonu                                          | por. Wacław Urbanowicz                                   |
| dowódca plutonu                                          | ppor. Jan Matyszczyk                                     |
| dowódca 3 kompanii km                                    | kpt. Marceli Burakowski                                  |
| dowódca plutonu                                          | ppor. Ludwik Franciszek Świderski                        |
| dowódca plutonu                                          | ppor. Zenon Kodź                                         |
| na kursie                                                | mjr Paweł Kołyszko                                       |
| na kursie                                                | por. Władysław Chwojnowski                               |
| na kursie                                                | por. Apoloniusz Naplocha                                 |
| Dywizyjny Kurs Dla Podoficerów Nadterminowych 19 DP      |                                                          |
| dowódca                                                  | kpt. Jerzy Rossowski                                     |
| dowódca plutonu                                          | por. Antoni Pstrocki                                     |
| dowódca plutonu                                          | por. Adolf Rusiecki                                      |
| 85 obwód przysposobienia wojskowego „Nowa Wilejka”       |                                                          |
| kmdt obwodowy PW                                         | mjr adm. (piech.) Czesław Szunejko                       |
| kmdt powiatowy PW Postawy                                | por. piech. Wincenty Wybraniec                           |
| kmdt powiatowy PW Oszmiany                               | por. kontr. piech. Kazimierz Bukowicki                   |

## 85 pp w kampanii wrześniowej

### Mobilizacja
85 pułk piechoty mobilizował podczas mobilizacji alarmowej w grupie czerwonej w garnizonie Nowa Wilejka:    
- 85 pułk piechoty w organizacji wojennej i na etatach wojennych, w czasie od  A+18 do A+36,
- kompanię asystencyjną nr 132.

W I rzucie mobilizacji powszechnej zmobilizowano:
- batalion marszowy typ specjalny nr 5,
- z zawiązków kadry zawodowej 86 pp zmobilizowano w 85 pp batalion marszowy typ specjalny nr 6,
- uzupełnienie marszowe kompanii karabinów maszynowych i broni towarzyszących nr 32[48].

Bataliony marszowe typ specjalny początkowo miały wejść w skład Obszaru Warownego „Wilno”. Na podstawie zarządzenia szefa Sztabu Głównego bataliony marszowe typ spec nr 5 i nr 6 przeformowano w II i III bataliony 206 pułku piechoty rezerwowej 35 Dywizji Piechoty rezerwowej. Z pozostałości zmobilizowanych batalionów marszowych typ spec nr 5 i 6 nie wcielonych do 206 pp rez. to jest z kompanii strzeleckich i kompanii km sformowano improwizowane II i III bataliony 2 pułku piechoty Obszaru Warownego „Grodno”.
Mobilizacja alarmowa rozpoczęła się w 85 pp w dniu 24 sierpnia, a mobilizacja powszechna 31 sierpnia 1939 r. Mobilizacja personalna była szybka i sprawna, mobilizacja materiałowa w szczególności koni, uprzęży i taboru przebiegała słabo, wozy i konie często były nieodpowiednie. 26 sierpnia o godz. 23.00 odbyła się przysięga wojskowa całego pułku w obecności kapelana ks. W. Zięby. 27 i 28 sierpnia dokonywano przesunięć personalnych, prowadzono szkolenie, zgrywano pododdziały, usuwano braki w wyposażeniu. 28 sierpnia rozpoczęto załadunek pododdziałów pułku do transportów kolejowych i odjazd trasą przez: Mołodeczno, Wołkowysk, Białystok, Warszawa, Łowicz do Jackowic. 29 sierpnia przybyły pododdziały pułkowe i I batalion, 30 sierpnia II batalion i dowództwo z pozostałymi pododdziałami pułkowymi, a 1 września o godz. 19.05 III batalion. Ze stacji w Jackowicach pododdziały pułku kierowane były do Jacochów 15 km na południe od Łowicza. 85 pułk Strzelców Wileńskich w składzie 19 DP został skierowany do północnego zgrupowania odwodowej Armii „Prusy”.    

### Działania bojowe

#### W bitwie pod Piotrkowem Trybunalskim
Zgodnie z rozkazem Naczelnego Wodza o koncentracji północnego zgrupowania Armii „Prusy” pomiędzy Piotrkowem Trybunalskim, a Tomaszowem Mazowieckim, 1 września w godzinach porannych 85 pułk (bez III batalionu) podjął marsz po trasie Jacochów, Pszczonów, Jeżów, Wola Łokotowa docierając do niej 2 września przed południem. Po odpoczynku nocą 2/3 września dotarł do Ujazdu, gdzie pułk rozwinął się ubezpieczając resztę dywizji. Był atakowany przez niemieckie lotnictwo. Nocą 3/4 września przemieścił się trasą Ujazd, Wolbórz, Moszczenica, zajął stanowiska ok. 10 km na północ od Piotrkowa Trybunalskiego. 4 września 85 pp zorganizował obronę na południowym skraju lasu rozciągającego się pomiędzy Piotrkowem Trybunalskim, a Moszczenicą. Batalion I/85 pp wzmocniony 4 armatami ppanc. zorganizował obronę na szosie Piotrków Tryb.–Moszczenica. Batalion II/85 pp wzmocniony 5 armatami ppanc. i plutonem artylerii piechoty zajął stanowiska obronne na torze kolejowym linii Piotrków Tryb.– Koluszki. Na zachód od pozycji I/85 pp ubezpieczała kompania zwiadu. Na podstawie nowych rozkazów dowódcy Armii „Prusy”, dowódca 19 Dywizji Piechoty przegrupował 85 pp jako pułk w drugim rzucie obrony dywizji, w ten sposób batalion II/85 pp rozciągnął w obronie na froncie o szerokości 4 km. Za nim ugrupował batalion I/85 pp i pododdziały pułkowe wraz z dywizjonem I/19 pal. Przybyły dopiero 5 września rano po forsownym marszu do miejsca postoju pułku batalion III/85 pp zajął obronę na szosie Piotrków Tryb.–Wolbórz i na drodze do Moszczenicy. Do pierwszego rzutu wysunięto 8 kompanię strzelecką z plutonem ckm na froncie o szerokości 1,2 km. Z uwagi na błędne uszykowanie pułku do czekającej go walki przez dowódcę Armii „Prusy” gen. dyw. S. Dęba-Biernackiego i dowódcę 19 DP gen. bryg. J. Kwaciszewskiego, przed pierwszym natarciem niemieckiej 1 Dywizji Pancernej pułk znalazł się w trudnym położeniu. Niedostatecznie wzmocniony bronią ciężką, rozproszony, bez kontaktu z sąsiadami i odsłoniętymi skrzydłami. Stanowiska pułku w dniu 4 i 5 września stały się celem ataku lotnictwa niemieckiego. 5 września o godz. 10.00 z silnym wsparciem artylerii i uderzeniami lotnictwa niemiecka 1 DPanc. uderzyła na broniący się w I rzucie dywizji 86 pułk piechoty. O godz. 17.00 obrona 86 pp została ostatecznie przełamana. Ok. godz. 17.00 niemieckie czołgi i piechota zmotoryzowana uderzyły na stanowiska wzmocnionej 8 kompanii strzeleckiej, która unieszkodliwiła i unieruchomiła ok. 12 czołgów niemieckich, zatrzymała natarcie po drodze na Wolbórz. Niemieckie oddziały oskrzydliły 8 kompanię interweniowała 7 kompania przedłużając obronę 8 kompanii. Po godz. 19.00 batalion III/85 pp rozpoczął odwrót w kierunku Wolborza. W trakcie zwijania stanowisk obronnych batalionu, na rozkaz dowódcy pułku wysadzono magazyny amunicji w Meszcze, co wywołało zamieszanie, a następnie pojawienie się w tym momencie czołgów ostrzeliwujących przy zapalonych stogach siana, batalion. Spowodowało to rozproszenie 7 i 9 kompanii. Ok. godz. 17.00 niemieckie natarcie grupy 40 czołgów i piechoty zmotoryzowanej 1 DPanc., zaatakowało w trakcie wydawania obiadu pododdziały pułkowe i część batalionu II/85. Ze startami niemieckie uderzenie odparto. Pozycje batalionu I/85 pp zabezpieczono grupą min przeciwpancernych i stoczono walkę obronną unieruchamiając kilka czołgów. Bataliony I i II pozostały na swoich stanowiskach obronnych. Przez luki w obronie 19 DP i na styku z Armią „Łódź”, w godzinach wieczorowo-nocnych, na tyły 85 pp przedarły się czołgi niemieckie. Rozkazem ppłk. dypl. Kruk-Śmigli bataliony I i II miały się skoncentrować w rejonie szosy Piotrków Tryb.–Moszczenica. Po zlikwidowaniu taborów jednostki podjęły przebijanie się w kierunku miejscowości Koło, gdzie była zarządzona koncentracja 19 DP. Po wyruszeniu ok. godz. 01.00 6 września w trakcie marszu lasami, doszło do rozłączenia się batalionów i pododdziałów pułkowych. Od tego momentu bataliony działały osobno.    

#### Batalion I/85 pp
Przemieszczał się lasami w kierunku południowo-wschodnim i stracił kontakt z resztą pułku, również utracono kontakt z dowódcą batalionu. Jego obowiązki objął kpt. A. Pawłowski. W godzinach porannych 6 września batalion był atakowany przez lotnictwo niemieckie, w godzinach południowych przeprawił się w bród przez Pilicę. Dalszy marsz batalion prowadził wzdłuż północnego brzegu Pilicy lasami w kierunku Inowłodza. 7 września wieczorem w rejonie Studziannej nastąpiło rozłączenie się I batalionu, kompanie 2 i 3 utraciły kontakt z resztą batalionu. Obie kompanie strzeleckie pod wspólnym dowództwem por. F. Sienkiewicza wyszły w rejonie Drzewicy na szosę radomską i podjęły marsz w kierunku Radomia. Nocą 7/8 września kompanie rozłączyły się; 3 kompania uległa dalszemu rozproszeniu. 2 kompania w marszu gubiąc też żołnierzy doszła popołudniem 8 września, w sile jednego plutonu w pobliże Radomia, który był w trakcie zajmowania przez wojska niemieckie. Oddziały niemieckie rozproszyły również 2 kompanię. Kpt. Pawłowski z pozostałymi mu kompaniami i przyłączonymi rozbitkami z 19 pułku artylerii lekkiej przekroczył most w Maciejowicach 10 września. Dalsze losy tej grupy są nieznane. Według ustaleń resztki batalionu wraz z kpt. Arturem Pawłowskim, na Lubelszczyźnie po uzupełnieniu, weszły w skład 77 pp jako jego I batalion.     

#### Batalion II/85 pp
O godz.1.00 6 września pod dowództwem ppłk. dypl. Kruk-Śmigli pomaszerowały; mała część pododdziałów pułkowych i batalion II/85 pp oraz dywizjon I/19 pal. Grupa ppłk. dypl. J. Kruk-Śmigli przekroczyła szosę Piotrków–Wolbórz. Zredukowano tabor, rano osiągnięto miejsce koncentracji pułku we wsi Koło. W trakcie marszu do grupy dołączył płk. Tadeusz Pełczyński dowódca Piechoty Dywizyjnej 19 DP z częścią sztabu. W trakcie marszu odłączył się jeden z plutonów 5 kompanii strzeleckiej, który dotarł do Wisły w rejonie Dęblina. Podczas przeprawy został rozproszony przez niemiecką artylerię i broń maszynową. W rejonie Koła pozostał dywizjon I/19 pal z uwagi na przemęczenie koni. Pozostała część 85 pułku piechoty pomaszerowała do rejonu Barkowic Mokrych, które osiągnęła wieczorem. Rano 7 września grupa 85 pp przeprawiła się przez Pilicę, w ślad za 81 pułkiem piechoty 29 Dywizji Piechoty. W okolicznych lasach pozostałość 85 pp przebywała na całodziennym odpoczynku. Płk T. Pełczyński z jednym z oficerów sztabu udał się na rozpoznanie i do grupy nie dołączyli. W godzinach popołudniowych odmaszerowano w kierunku wschodnim, osiągając 8 września rejon Antoniów w lasach nadleśnictwa Smardzewice. Tam ppłk dypl. J. Kruk-Śmigla nawiązał kontakt z grupą wojsk ze składu 19 DP pod dowództwem ppłk. S. Gąsiorka (77 pułk piechoty, batalion II/86 pp, dywizjon IV/19 pal, tabory Wileńskiej Brygady Kawalerii) i objął nad nimi dowodzenie. Było to zgrupowanie liczące ok. 7 000 żołnierzy 16 armat 75 mm, 14 armat ppanc. 300 wozów i ok. 1 000 koni. Kwaterujące w lasach oddziały zajęły stanowiska obronne; 77 pp od południa, a bataliony II/85 pp i I/86 pp od północy. Wykonano zawały z drzew i wystawiono czaty bojowe. Zgrupowanie znalazło się na głębokich tyłach nacierających korpusów niemieckich w kierunku Warszawy i Wisły. Nocą 10/11 września wykonano wypady na oddziały niemieckie; 77 pp na Opoczno, kompania 4/85 pp nieudany na Inowłódz, kompania 6/85 pp częściowo udany wypad na niemieckie lotnisko polowe. Z uwagi na ujawnienie się zgrupowania, ppłk. J. Kruk-Śmigla przemieścił podległe jednostki w dwóch kolumnach w kierunku wschodnim. Kolumna północna z ppłk. Kruk-Śmiglą w składzie batalionów I/86 pp, II/85 pp i taborów Wileńskiej BK i kolumna południowa z ppłk. Gąsiorkiem 77 pp z IV/19 pal. Obie kolumny 11 września w odległości od siebie kilku kilometrów podjęły marsze nocne, w dzień odpoczywały w lasach. Bez walk 13 września dotarły do Stawiszyna na południowy zachód od Białobrzegów. 14 września zgrupowanie zostało wykryte przez wojska niemieckie. Zaatakowano kolumnę północną, batalion II/85 pp bronił skraj lasów od strony wsi Jasienna, a batalion I/86 pp od strony Stawiszyna, tabory ukryto w głębi lasu. W całodziennym boju w okrążeniu oba bataliony ze wsparciem baterii IV/19 pal zadały duże straty niemieckiej piechocie i oddziałom pancernym. Same ponosiły straty od ostrzału niemieckiej artylerii i ataków lotniczych. Po zapadnięciu ciemności wykonały szturm na otaczające niemieckie jednostki, od zewnątrz uderzył na Stawiszyn batalion I/77 pp z dwoma działonami IV/19 pal ułatwiając wyrwanie się z okrążenia. W trakcie zbiórki walczących batalionów w lesie obok wsi Kamień, artyleria niemiecka otworzyła silny i gwałtowny ostrzał na las, rozpraszając w nocnych ciemnościach bataliony. Ok. godz.2.30 ppłk dypl. Kruk-Śmigla zdołał zebrać kompanię 6/85 pp, jedną kompanię z żołnierzy 86 pp i zbiorczą kompanię z obu pułków. Z tymi żołnierzami udał się nocnym marszem w kierunku niemieckiego lotniska polowego. Na miejscu okazało się, że samoloty odleciały już z niego. W trakcie marszu doszło do uszczuplenia grupy, pozostało z dowódcą pułku tylko kilkudziesięciu żołnierzy. Po dotarciu do lasów głowaczowskich grupa zaskoczyła i rozbiła odpoczywający pluton niemieckiej piechoty. Do 16 września grupa nie odnalazła innych własnych zorganizowanych oddziałów. W nocy 20/21 września podczas przeprawy przez Pilicę w rejonie ujścia jej do Wisły ppłk Kruk-Śmigla z kilkoma żołnierzami dostał się do niemieckiej niewoli. Mjr Maciejowski zebrał z rozbitego batalionu ok. 120 żołnierzy i 16 września przedostał się z nimi do Grabowego Lasu. W nocy jego oddział został ostrzelany i rozdzielił się na dwie grupy, które dotarły do Wisły. Po przeprawie przez rzekę w rejonie Maciejowic, na jej wschodnim brzegu 19 września połączyły się. Do oddziału dołączyło jeszcze kilkudziesięciu innych żołnierzy z 19 DP. Oddział mjr Maciejowskiego i kpt. Dziewulskiego dołączył 24 września do zgrupowania płk Mikołaja Prus-Więckowskiego w rejonie Garwolina. Działał w jego składzie, aż do rozwiązania.              

#### Batalion III/85 pp
6 września o świcie, wysłany przez ppłk. Jana Kruk-Śmiglę oficer informacyjny – por. Urbanowicz nakazał marsz kolumnie złożonej z dowództwa pułku, kompanii zwiadu, plutonów: łączności, pionierów i przeciwgazowego oraz improwizowanej kompanii taborytów por. Swianiewicza, w kierunku wschodnim. Do maszerujących dołączyła grupa żołnierzy z dywizjonu II/19 pal. Kolumna ta dotarła w rejon lasów Lubochnia, tu na tyłach 13 Dywizji Piechoty ppłk dypl. Tadeusz Rudnicki zorganizował zgrupowanie 19 DP w składzie: 19 batalion saperów, większość dywizjonu II/19 pal, 19 kompania sanitarna. W skład zgrupowania włączył resztki rozbitego III/85 pp, pododdziałów pułkowych 85 pp oraz rozbitków z 86 pp, z nich sformował zbiorczy batalion piechoty. Przemaszerował z nimi do Spały, gdzie przekroczył Pilicę. 7 września osiągnął Inowłódz, 8 września w rejonie Drzewicy dołączył do oddziałów z rozbitych 13 i 29 DP. Na skutek zdecydowanego natarcia niemieckiej piechoty zmotoryzowanej ze wsparciem artylerii i lotnictwa, oddziały nie stawiły zorganizowanego oporu i zostały rozbite. Wśród cofających się rozbitków ku Wiśle, znalazły się grupy żołnierzy 85 pp. Większości z nich udało się 10 września przeprawić przez Wisłę w rejonie Maciejowic, już po wysadzeniu mostu. Sztandar pułku przeprawiono przez rzekę. Komendantem Placu w Garwolinie został dowódca batalionu mjr L. Nowakowski, który wraz z por. Swianiewiczem sformował z rozbitków, głównie z 85 pp dwie kompanie strzeleckie, dla których z Głównej Składnicy Uzbrojenia nr 2 w Stawach pod Dęblinem przywieziono uzbrojenie i wyposażenie. Po wymarszu tych kompanii na wschód, w rejonie Chełma Lubelskiego weszli w skład odtworzonej XIX Brygady Piechoty płk. Jana Korkozowicza. Żołnierze 85 pp, którzy się znaleźli w rejonie Chełma zostali wcieleni jako batalion w skład odtworzonego 77 pp ppłk dypl. Gustawa Nowosielskiego. Batalion wziął udział w obronie Bugu pod Dorohuskiem, drugiej bitwie pod Tomaszowem Lubelskim i w walkach pod Krasnobrodem. Resztki jego zostały zagarnięte pod Lubaczowem do niewoli sowieckiej. W Jaźwinach koło Garwolina dowódca kompanii zwiadu kpt. Czesław Wiścicki, utworzył z rozbitków 800 osobowy oddział, został on rozbity przez niemiecki batalion z 1 pp 1 Dywizji Piechoty. Kpt. Wiścicki poległ.                  

### Oddział Zbierania Nadwyżek 85 pp
Po zmobilizowaniu wszystkich jednostek przewidzianych planem „W” w ramach mobilizacji alarmowej i powszechnej, w koszarach 85 pp w Nowej Wilejce pozostała nadwyżka rezerwistów. Dojechali dalsi rezerwiści z zachodnich rejonów kraju w liczbie ok. 700 osób. Dowódcą wszystkich nadwyżek został mjr Edward Lubowicki. Posiadanym wyposażeniem, umundurowaniem i bronią sformowano batalion piechoty, który 4 września wymaszerował do Ośrodka Zapasowego 19 DP w Lidzie formowanego pod dowództwem ppłk. Izydora Blumskiego. W ślad za nim transportem kolejowym wysłano pozostałe mienie z koszar oraz żywność i resztę napływających rezerwistów. OZN 85 pp rozlokowano w pobliżu Lidy we wsiach i lasach. Z nadwyżek wszystkich trzech pułków piechoty podjęto formowanie batalionów piechoty. Z żołnierzy i kadry 85 pp sformowano II batalion piechoty OZ 19 DP pod dowództwem mjr. Edwarda Lubowickiego, a oficer 85 pp ppor. Bolesław Domański sformował kompanię zwiadowczą z plutonami cyklistów i konnym. Pluton łączności sformował ppor. rez. Jerzy Krajewski. Pododdziały dozbrojono bronią z magazynów 77 pp przeznaczoną dla ośrodka zapasowego. Od 8 do 17 września prowadzono podstawowe szkolenie, chociaż broń była starych typów z niewielką ilością amunicji. W szeregach pozostawiono żołnierzy tylko najlepszych, dla których była broń, umundurowanie i wyposażenie, pozostałych zdemobilizowano. 17 września OZ 19 DP przeorganizowano tworząc improwizowany pułk piechoty. Wieczorem batalion 85 pp wraz z resztą sił ośrodka podjął marsz do Wilna. Wieczorem 18 września osiągnięto Ejszyszki, 19 września po południu Orany, gdzie dozbrojono się w broń z magazynu batalionu KOP „Orany”, w tym 4 szt. ckm.                                          

#### W obronie Grodna
Na rozkaz gen. bryg. Wacława Przeździeckiego, 20 września o godz. 3.00 odjechał transportem kolejowym do Grodna batalion 85 pp i część ośrodka wraz z kompanią Policji Państwowej. Pozostałości żołnierz pułku w Nowej Wilejce, zniszczyły resztę dokumentacji i wraz z uzbrojonymi ochotnikami odmaszerowali do Wilna i dalej do Grodna lub na Litwę. Koszary i magazyny w Nowej Wilejce zostały rozkradzione i zdewastowane przez zdemobilizowanych żołnierzy i ludność cywilną. Batalion 85 pp (II batalion OZ 19 DP) wziął udział w obronie Grodna. Po wyładowaniu o godz. 10.00 na dworcu, 20 września batalion 85 pp zajął obronę na wschód od Grodna na paśmie wzniesień na południe od stacji kolejowej Kaplica. Na prawo bronił się batalion 86 pp. 21 września na rozkaz ppłk. I. Blumskiego bataliony rozpoczęły manewr wycofania się do miasta. W trakcie tego manewru na bataliony OZ 19 DP uderzyły dwa bataliony sowieckiego 119 pułku strzelców z czołgami. Po otrzymaniu wsparcia przez batalion KOP „Orany”, bataliony ośrodka wykonały kontratak, weszły w lukę w ugrupowaniu pułku sowieckiego i wyszły na jego tyły. Przed zupełnym rozbiciem sowieckich jednostek uratowało ich nadejście świeżych jednostek. Na wcześniejszych stanowiskach odparto dwa natarcia jednostek Armii Czerwonej. Na rozkaz gen. Przeździeckiego po południu 21 września pułk ppłk Blumskiego wycofał się w kierunku północnym do miejscowości Stanisławów. W nocy pułk ześrodkował się w Hoży. 22 września omijając Sopoćkinie pomaszerował do miejscowości Kodzie przy granicy z Litwą. 23 września wykonując rozkaz ppłk Blumskiego batalion 85 pp został rozwiązany, część żołnierzy pozostała i rozeszła się do domów, część w sile, co najmniej 145 żołnierzy przekroczyła granicę z Litwą i zostało internowanych. Pluton uzupełnień kompanii km i bt. nr 32 por. rez. Aleksego Wachowicza 17 września wymaszerował do Wilna, wziął udział w przygotowaniach do jego obrony, a następnie 19 września wraz z częścią garnizonu Wilna wycofał się na Litwę.                                         
| Struktura organizacyjna i obsada personalna we wrześniu 1939 | Struktura organizacyjna i obsada personalna we wrześniu 1939 | Struktura organizacyjna i obsada personalna we wrześniu 1939 |
| Stanowisko                                                   | Stopień imię i nazwisko                                      | Uwagi                                                        |
| Dowództwo                                                    | Dowództwo                                                    | Dowództwo                                                    |
| ------------------------------------------------------------ | ------------------------------------------------------------ | ------------------------------------------------------------ |
| dowódca pułku                                                | ppłk dypl. piech. Jan Kruk-Śmigla                            |                                                              |
| I adiutant                                                   | kpt. piech. Jerzy Rossowski                                  |                                                              |
| II adiutant                                                  | ppor. rez. Czesław Słuczanowski                              |                                                              |
| oficer informacyjny                                          | por. Wacław Urbanowicz                                       |                                                              |
| oficer łączności                                             | NN                                                           |                                                              |
| kwatermistrz                                                 | kpt. int. Arkadiusz Kowszyk                                  |                                                              |
| oficer płatnik                                               | NN                                                           |                                                              |
| oficer żywnościowy                                           | NN                                                           |                                                              |
| naczelny lekarz                                              | NN                                                           |                                                              |
| kapelan                                                      | ks. Wojciech Zięba                                           |                                                              |
| dowódca kompanii gospodarczej                                | por. rez Stanisław Swianiewicz                               |                                                              |
| I batalion                                                   |                                                              |                                                              |
| dowódca I batalionu                                          | mjr Stanisław Chudyba                                        | do 6 IX 1939                                                 |
| dowódca I batalionu                                          | kpt. Artur Pawłowski                                         |                                                              |
| dowódca plutonu łączności                                    | plut. Witold Telakowski                                      |                                                              |
| dowódca 1 kompanii strzeleckiej                              | por. Jerzy Bychowiec                                         |                                                              |
| dowódca 2 kompanii strzeleckiej                              | por. Franciszek Sienkiewicz                                  |                                                              |
| dowódca 3 kompanii strzeleckiej                              | por. Zdanowicz                                               |                                                              |
| dowódca 1 kompanii ckm                                       | kpt. Artur Jan Pawłowski                                     |                                                              |
| II batalion                                                  |                                                              |                                                              |
| dowódca II batalionu                                         | mjr Jerzy Maciejowski                                        |                                                              |
| dowódca 4 kompanii strzeleckiej                              | ppor. Wojciechowicz                                          |                                                              |
| dowódca 5 kompanii strzeleckiej                              | por. Antoni Pstrocki                                         |                                                              |
| dowódca 6 kompanii strzeleckiej                              | kpt. Bolesław Dziewulski                                     |                                                              |
| dowódca 2 kompanii ckm                                       | por. Kazimierz Jan Persowski                                 |                                                              |
| III batalion                                                 |                                                              |                                                              |
| dowódca III batalionu                                        | mjr Ludwik Piotr Nowakowski                                  |                                                              |
| dowódca 7 kompanii strzeleckiej                              | NN                                                           |                                                              |
| dowódca 8 kompanii strzeleckiej                              | por. Władysław Chwojnowski                                   |                                                              |
| dowódca 9 kompanii strzeleckiej                              | kpt. Aleksander Sienkiewicz                                  |                                                              |
| dowódca 3 kompanii ckm                                       | kpt. Marceli Burakowski                                      |                                                              |
| Pododdziały specjalne                                        |                                                              |                                                              |
| dowódca kompanii przeciwpancernej                            | por. Edward Bolesław Krzeczkowski                            |                                                              |
| dowódca plutonu artylerii piechoty                           | por. Emil Stanisław Lewicki                                  |                                                              |
| dowódca plutonu łączności                                    | NN                                                           |                                                              |
| dowódca kompanii zwiadowców                                  | kpt. Czesław Wiścicki                                        |                                                              |
| dowódca plutonu pionierów                                    | por. Leonard Miecznik                                        |                                                              |
| dowódca plutonu pionierów                                    | por. rez. Henryk Rekść                                       |                                                              |
| dowódca plutonu przeciwgazowego                              | NN                                                           |                                                              |

## 85 pułk piechoty Armii Krajowej
W wyniku przeprowadzania akcji odtwarzania przedwojennych jednostek wojskowych w 1944 na terenie Okręgu Nowogródek AK został utworzony 85 pułk piechoty AK.

## Symbole pułku
Sztandar
W 1928 społeczeństwo Wilna ufundowało sztandar dla pułku. Po bitwie pod Kockiem grupa żołnierzy z 85 pp ukryła sztandar pułkowy u mieszkańca jednej z okolicznych wsi. W 1969 roku został on odnaleziony i obecnie znajduje się w zbiorach Muzeum WP w Warszawie.
Odznaka pamiątkowa
Zatwierdzona Dziennym Rozkazem Ministra Spraw Wojskowych nr 3, poz. 43 z 30 stycznia 1923 roku. Odznaka ma kształt stylizowanego orła, trzymającego w szponach nałożony ryngraf emaliowany w kolorze niebieskim. Na tarczy znajduje się wizerunek Matki Boskiej Ostrobramskiej oraz napis NIE DAMY i data powstania pułku 20 12 1918. Dwuczęściowa - oficerska, wykonana w tombaku srebrzonym i oksydowanym, częściowo emaliowana.  Projekt: Ferdynand Ruszczyc.  Wymiary: 50x44 mm. Wykonanie: Teodor Filipski - Wilno.

## Strzelcy wileńscy
Dowódcy pułku
- płk Włodzimierz Skrzyszewski (12 XII 1918 – 19 IV 1919)
- płk Stefan[j] Jankowski (19 IV – 24 V 1919)
- płk Władysław Oziewicz (24 V – 3 VI 1919)
- mjr Stanisław Bobiatyński (3 VI – 7 VII 1919)
- płk Edward Adamski (7 VII – 4 XI 1919)
- mjr Stanisław Bobiatyński (4 XI 1919 – 9 X 1920)
- ppłk Jerzy Wołkowicki (9 X 1920 – 1 III 1921)
- ppłk Włodzimierz Maxymowicz-Raczyński (10 – 27 VI 1921)
- ppłk piech. Eugeniusz Godziejewski (23 XII 1921 – 1922)
- mjr Stanisław Bobiatyński (do 10 XI 1922 → Komenda Obozu Warownego „Wilno”[68])
- ppłk Mikołaj Kostecki (od 10 XI 1922)
- ppłk piech. Stanisław Lewicki (1932)
- ppłk piech. Edward Korwin-Kossakowski (12 IV 1934 – 3 VIII 1935 → komendant placu Modlin)
- ppłk dypl. piech. Stanisław Lityński (3 VIII 1935 – 18 X 1937)
- ppłk piech. Piotr Parfianowicz (p.o. 23 X 1937 – 28 I 1938)
- ppłk dypl. piech. Jan Kruk-Śmigla (28 I 1938 – 20 IX 1939)

Zastępcy dowódcy pułku
- mjr piech. Władysław Kulma (10 VII[70] – 1 XI 1922)
- mjr piech. Stefan Biestek (1 XI 1922 – 1923)
- ppłk piech. Marian Chilewski (1923[71] – do 20 V 1926 → p.o. komendanta Szkoły Podchorążych Piechoty[72])
- ppłk dypl. piech. Władysław Powierza (26 IV 1928 – 21 I 1930 → dowódca 62 pp)
- ppłk piech. Paweł Thomas (21 I 1930[73] - XI 1933 → komendant PKU Szamotuły[74])
- ppłk dypl. Tomasz Obertyński (XI 1933 – XI 1935 → dowódca 51 pp)
- ppłk piech. Piotr Parfianowicz (do IX 1939 → dowódca 205 pp)
- mjr piech. Edward Lubowicki (1939)

### Żołnierze 85 pułku piechoty - ofiary zbrodni katyńskiej
Biogramy ofiar zbrodni katyńskiej znajdują się w bazach udostępnionych przez Instytut Pamięci Narodowej,  Ministerstwo Kultury i Dziedzictwa Narodowego oraz Muzeum Katyńskie.
| Nazwisko i imię            | stopień        | zawód              | miejsce pracy przed mobilizacją       | zamordowany |
| -------------------------- | -------------- | ------------------ | ------------------------------------- | ----------- |
| Baranowski Witalis         | ppor. rez.     | nauczyciel         | szkoła powszechna                     | Charków     |
| Bejnarowicz Czesław        | ppor. rez.     | urzędnik           | Ubezp. Społ. w Nowej Wilejce          | Katyń       |
| Bruksztus Jan              | por. rez.      | prawnik            | Izba Skarbowa w Białymstoku           | Katyń       |
| Wacław Burchardt           | por. w st. sp. |                    | zam. Podświle                         | Kalinin     |
| Bychowiec Jerzy            | kapitan        | żołnierz zawodowy  | dowódca 4/85 pp (IX- dca 1/85 pp)     | Katyń       |
| Fiedorowicz Tadeusz        | kapitan        | żołnierz zawodowy  | adiutant pułku                        | Katyń       |
| Gozdawa-Giżycki Aleksander | ppor. rez.     | urzędnik           | pracował w Warszawie                  | Katyń       |
| Janowski Bohdan            | por. rez.      |                    | ziemianin                             | Charków     |
| Kiernowicz Stanisław       | ppor. rez.     | nauczyciel         |                                       | Charków     |
| Kmita Czesław              | ppor. rez.     | nauczyciel         | szkoła w pow. wileńsko-trockim        | Katyń       |
| Kowszyk Arkadiusz          | kapitan        | żołnierz zawodowy  | oficer gospodarczy (IX- kwatermistrz) | Katyń       |
| Lipowski Edward            | ppor. rez.     | urzędnik           | pracował w Warszawie                  | Katyń       |
| Lutyński Eugeniusz         | ppor. rez.     | technik mierniczy  | pracował w Krystynowie                | Katyń       |
| Mackiewicz Jan             | ppor. rez.     | urzędnik           |                                       | Charków     |
| Mazowiecki Tadeusz         | ppor. rez.     | dziennikarz        |                                       | Katyń       |
| Miecznik Leonard           | porucznik      | żołnierz zawodowy  | dowódca 6/85 pp (IX - dca plpion.)    | Katyń       |
| Miller Witold              | ppor. rez.     | nauczyciel, mgr    | gimnazjum                             | Katyń       |
| Panasiewicz Józef          | ppor. rez.     | urzędnik           | Urząd Skarbowy w Święcianach          | Katyń       |
| Pawłowski Artur            | kapitan        | żołnierz zawodowy  | dowódca 1 kkm/85 pp                   | Katyń       |
| Piotrowicz Eugeniusz       | ppor. rez.     |                    |                                       | Katyń       |
| Sielanko Władysław         | ppor. rez.     | urzędnik           |                                       | Charków     |
| Szafkowski Witold          | ppor. rez.     |                    | pracował w Wilnie                     | Katyń       |
| Skibicki Marian            | ppor. rez.     |                    |                                       | Charków     |
| Szymański Edmund           | ppor. rez.     | nauczyciel         | kier. szkoły w Pietruciach            | Katyń       |
| Trojan Włodzimierz         | ppor. rez.     | nauczyciel         | Szkoła Specjalna w Będzinie           | Katyń       |
| Wasilewski Józef           | ppor. rez.     |                    |                                       | Charków     |
| Waszkinel Hieronim         | ppor. rez.     | nauczyciel         | szkoła w Nowo Święcianach             | Charków     |
| Feliks Witkowski           | kapitan        | żołnierza zawodowy | oficer placu Nowowilejka              | BLK         |
| Wołoszczuk Teodor          | porucznik      | żołnierz zawodowy  | kapelmistrz 85 pp                     | Charków     |
| Zimodro Stanisław          | ppor. rez.     | nauczyciel         | szkoła w Iwieńcu                      | Katyń       |